# Bosra

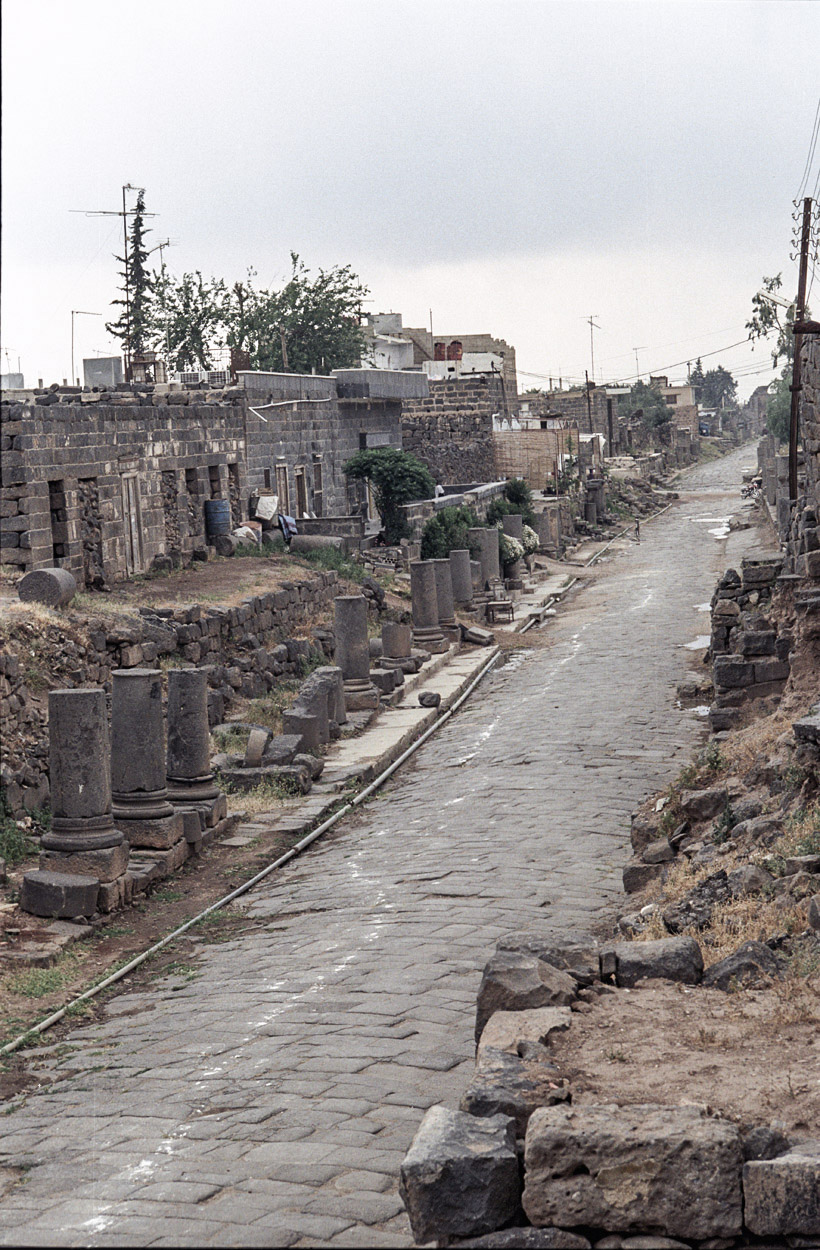
Habitations modernes et niveaux antiques le long de l'axe principal.

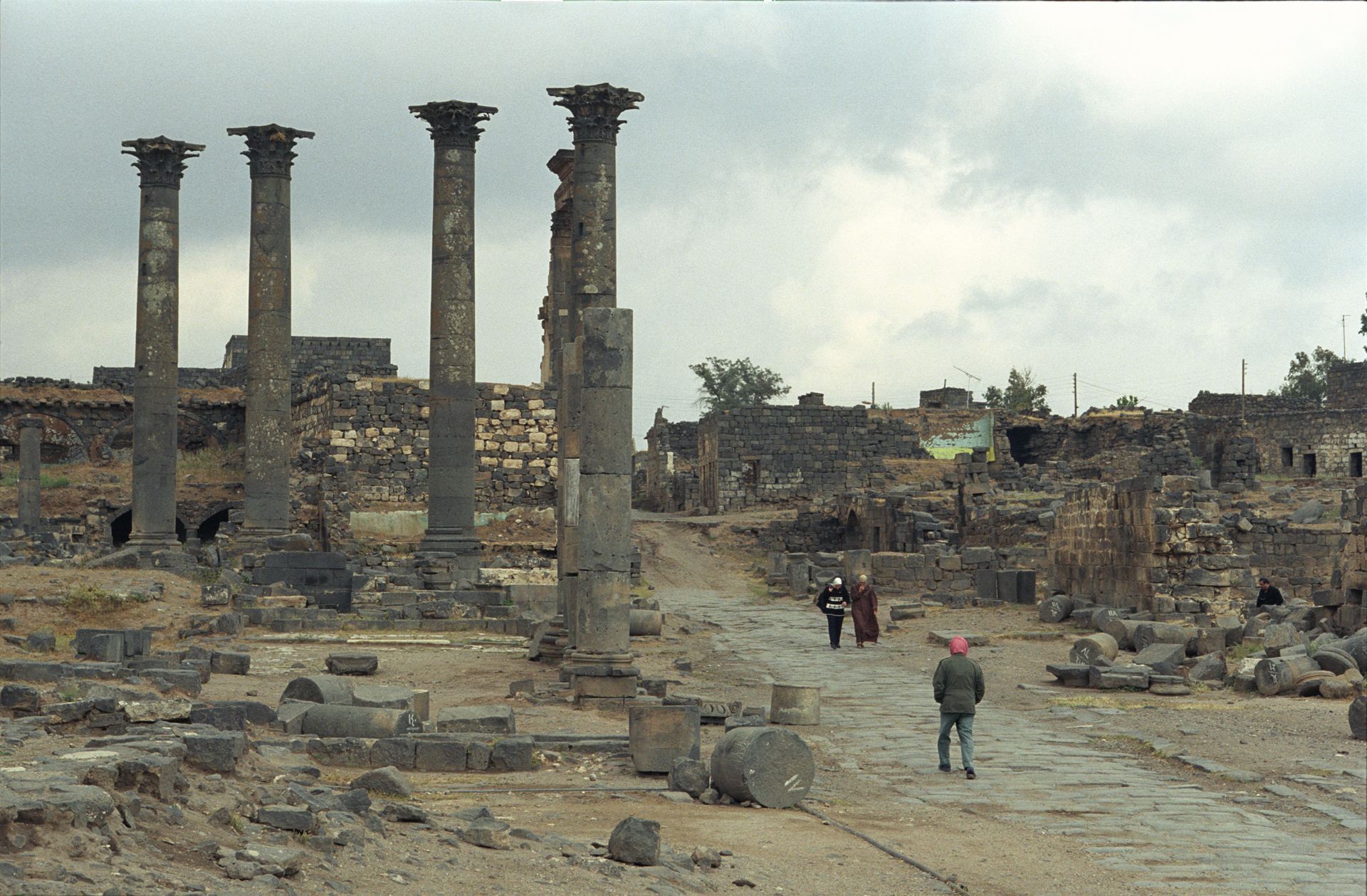
Rue principale, au centre de la ville, au niveau de l'exèdre monumentale (n° 19).

Bosra (parfois Bostra, en arabe بصرى) est une ville du sud de la Syrie, ancienne capitale de la région du Hauran, dans le gouvernorat de Deraa. Située dans une région très fertile, au débouché des caravanes venant d’Arabie, Bosra connut la prospérité et joua un important rôle commercial, comptant jusqu’à 50 000 habitants.
Jadis capitale de la province romaine d'Arabie, très tôt christianisée, Bosra devint une étape importante sur l'ancienne route caravanière de La Mecque. Elle conserve, enserrés dans ses épaisses murailles, un théâtre romain du IIe siècle, des ruines paléochrétiennes et plusieurs mosquées plus tardives.
Bosra est inscrite au Patrimoine mondial de l'UNESCO.

## La ville moderne
La ville actuelle s'est développée sur les vestiges de la cité ancienne qui était à peu près dépeuplée il y a un siècle.
Selon le Bureau central syrien des statistiques (CBS), Bosra comptait 19 683 habitants lors du recensement de 2004. C'est le centre administratif du nahiyah (« sous-district ») de Bosra, qui comprenait neuf localités et comptait une population totale de 33 839 habitants en 2004. Les habitants de Bosra sont majoritairement musulmans sunnites, bien que la ville abrite une petite communauté musulmane chiite.

## Histoire
Située à 141 km de Damas, au cœur de la région fertile du Hauran, sur un plateau basaltique, Bosra entre dans l’histoire à l’époque hellénistique. Ses roches noires, employées dans la construction depuis des siècles, confèrent à la région entière beaucoup d'originalité. De plus, la dureté du basalte a permis aux monuments de résister à l'usure.
La ville est mentionnée pour la première fois dans des archives égyptiennes en 1350 av. J.-C. sous le nom de Busrana, mais ne se développe réellement qu'à partir du IIe siècle av. J.-C. Selon François Villeneuve, aux IIIe et IIe siècles av. J.-C., l'État nabatéen se bâtit et sort progressivement de l'ombre. « Pétra se construit peu à peu et les Nabatéens poussent leurs incursions de plus en plus loin vers le nord, jusque dans la région de Bosra en Syrie. » Sous les rois Arétas III et Arétas IV, elle tombe sous la coupe des Nabatéens. À cette époque, elle devient une capitale régionale de la Nabatène, titre qui lui sera accordé officiellement au Ier siècle sous Rabbel II.
En 106, elle devient la capitale de la province romaine d’Arabie créée par Trajan après l’annexion de la Nabatène. Étant sur le principal axe de communication, la Via Nova Trajana, elle bénéficie de cette position et de l’installation de 5000 légionnaires : Bosra devint assez rapidement la garnison définitive de la legio III Cyrenaica. Agrandie et embellie d'édifices publics, organisée autour d'un cardo et d'un decumanus, elle est rebaptisée Nova Trajana Bostra sous Trajan, entre 98 et 117. Au cours du même siècle, on y construit le grand théâtre de 17 000 places, un des plus vastes de l’Orient romain, demeuré presque intact jusqu'à nos jours.
Dès le début du IIIe siècle, le christianisme, en pleine expansion, va changer le paysage urbain : de nombreuses églises sont bâties, ainsi qu'une cathédrale dédiée aux saints Serge, Bacchus et Léonce.
Pour la tradition musulmane, c’est à Bosra que le moine chrétien nestorien Bahira aurait reconnu Mahomet, alors âgé de dix ans, qui accompagnait son oncle "Abou Talib", comme étant le paraclet annoncé dans l'évangile de Jean. Après la conquête musulmane de Bosra en 632, la région devient le champ de bataille des musulmans et des byzantins, qui se disputent le contrôle de la Syrie. Trente-six mosquées, dont la mosquée El Omari, sont construites, de nombreux chrétiens sont obligés de se convertir. Les Seldjoukides, gouvernant la ville à partir de la fin du XIe siècle ap. J.-C., y rétablissent la prospérité, et la protègent des Croisés.
Les Ayyoubides font du théâtre romain, fortifié par Nour Ed Din, une véritable citadelle, qui sera ensuite conquise par les Mongols, mais le sultan turc Baybars la restaure en 1261. La ville demeure pour une longue période un passage obligatoire des pèlerins musulmans. Puis Bosra décline, au point de n'être plus qu'un simple village jusqu'à nos jours. Pendant le Mandat français, des cavaliers autochtones sous commandement français, dégagent et restituent l'axe de la Via Recta qui traverse le site. Ces premières restitutions sont inaugurées par le président de la république de l’État de Syrie, Sheikh Tajeddine el-Hassani (Damas 1885-1943). Par la suite, plusieurs campagnes de fouilles archéologiques ont été menées, principalement sur le monumental théâtre romain, le plus vaste et le mieux préservé du Moyen-Orient, inscrivant Bosra sur les circuits du tourisme moderne. Les habitants de la vieille ville, dont certains vivaient même dans des habitats de construction romaine, sont peu à peu relogés dans de nouveaux quartiers.
La ville est prise par les rebelles le 25 mars 2015, lors de la guerre civile syrienne. Le 29 juin 2018, des tirs d'artillerie de l'Armée Syrienne endommagent partiellement le théâtre.

## Site archéologique

### Enceinte et fortifications

#### Le rempart au nord-ouest
La portion de l'enceinte urbaine qui s’étend vers le nord à partir de la porte ouest et conduit au camp romain a été fouillée, puis restaurée au cours des années 1990. Un tronçon en appareil pseudo-isodome à bossages a été mis au jour, du même type que celui du rempart de Suweidâ’. Une tour rectangulaire saillante a été relevée:II, 28.

#### Le rempart de la ville au sud-ouest
Le rempart de la ville au sud-ouest est visible à partir de la porte ouest « Bâb al Hawâ’ » en direction du sud. Les tronçons sont construits en gros appareil non taillé pouvant remonter à des périodes anciennes. Un sondage de 2001 a permis d’identifier un premier état de l'enceinte, datable de l’époque du Bronze Moyen II. Ce rempart a été reconstruit au tournant de l'ère chrétienne, à l’époque de la céramique nabatéenne et de la céramique sigillée orientale. Il a connu une nouvelle phase reconstruction à l’époque byzantine, vers le VIe siècle:II, 28.

#### Le rempart nord et est
Dans la large rue qui constitue actuellement la limite nord de la vieille ville et suit le tracé sud du camp romain, une tranchée creusée pour installer une canalisation a permis d’observer plusieurs niveaux de circulation en cailloutis, puis en dalles de basalte qui appartenait à une rue dallée, sans doute de direction est-ouest, datant au plus tôt du Ve siècle:II, 41.

### Théâtre, amphithéâtre, cirque

#### Le théâtre romain et la citadelle arabe

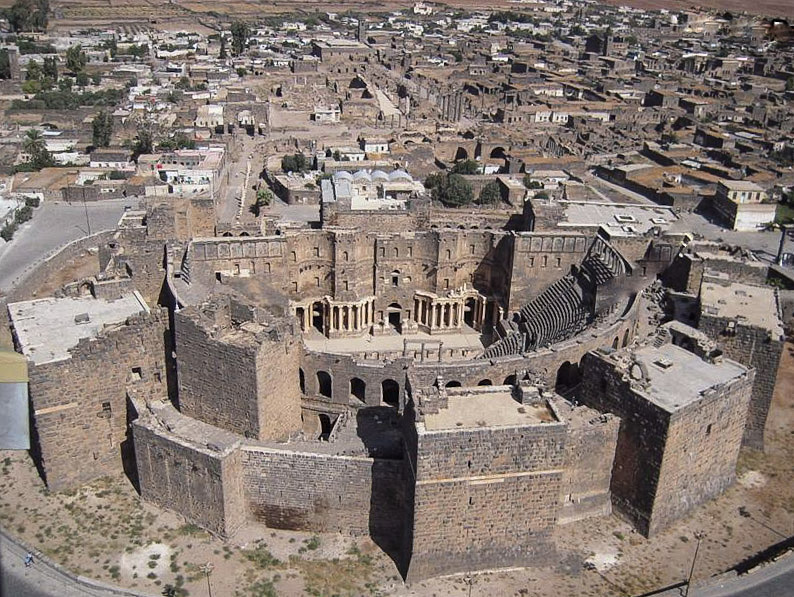
Vue aérienne du théâtre et de la citadelle.

Après la prise de la ville, en 106 après J.-C., les Romains ont presque aussitôt entrepris la construction du théâtre. On suppose qu'il a été achevé sous Trajan, mort en 117.
Le décor de la scaenae frons est certainement d’époque sévérienne, mais le théâtre a dû rester en construction une bonne partie du IIe siècle, à en juger par le style des chapiteaux de la colonnade qui orne le sommet de la cavea.
En 635, Bosra tombe aux mains des Arabes et le théâtre romain trouve un usage défensif. À partir de la fin du XIe siècle, et jusqu'au milieu du XIIe, le théâtre subit une métamorphose radicale : l'édifice est transformé en une solide forteresse qui doit protéger cet important centre de commerce et son réseau routier. Le théâtre est renforcé, comblé et entouré de constructions militaires : recouvert de toutes parts, il restera caché au monde durant sept siècles.

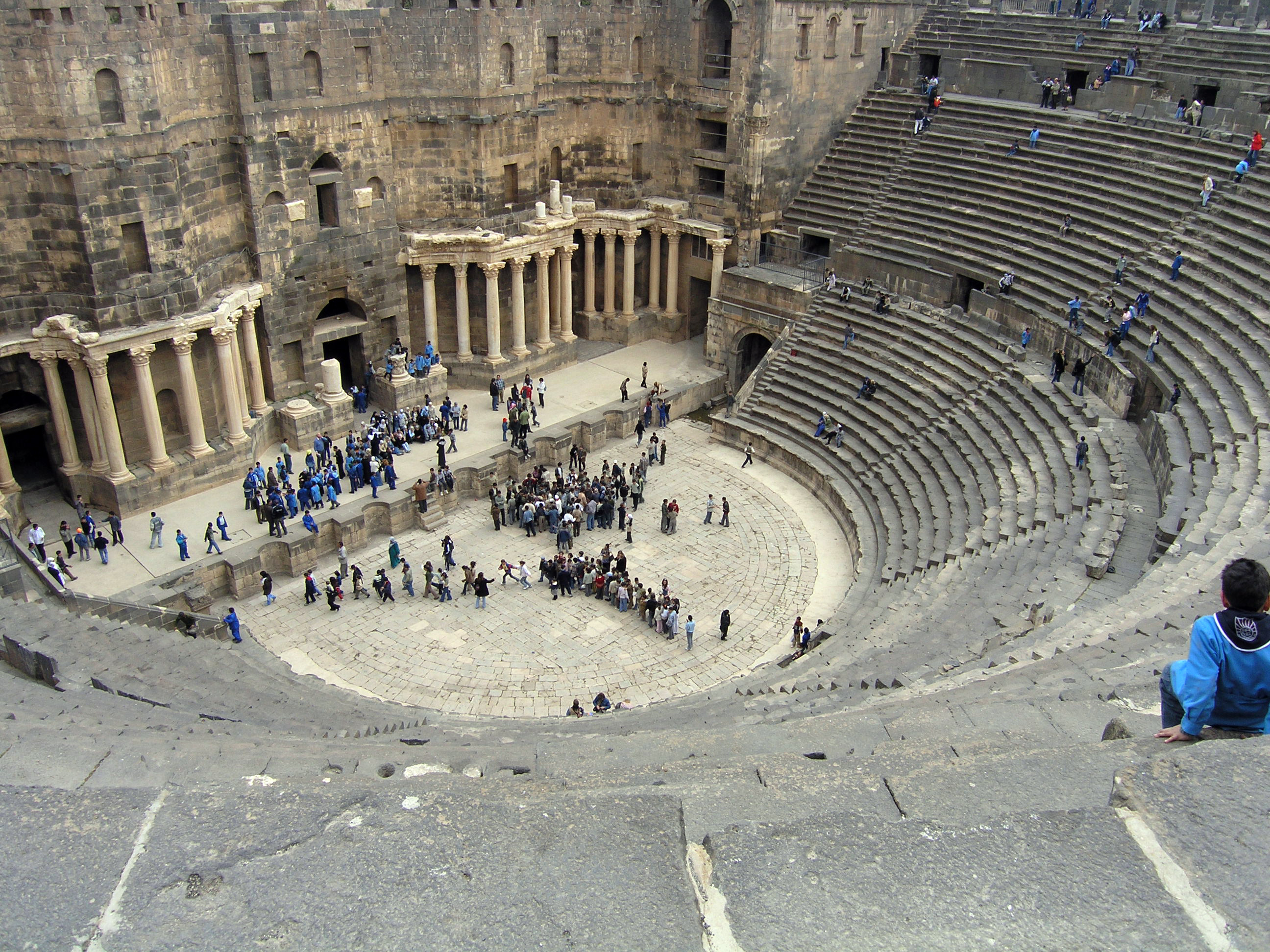
Cavea et scène du théâtre romain.
Restauration de la galerie supérieure, en 1965.
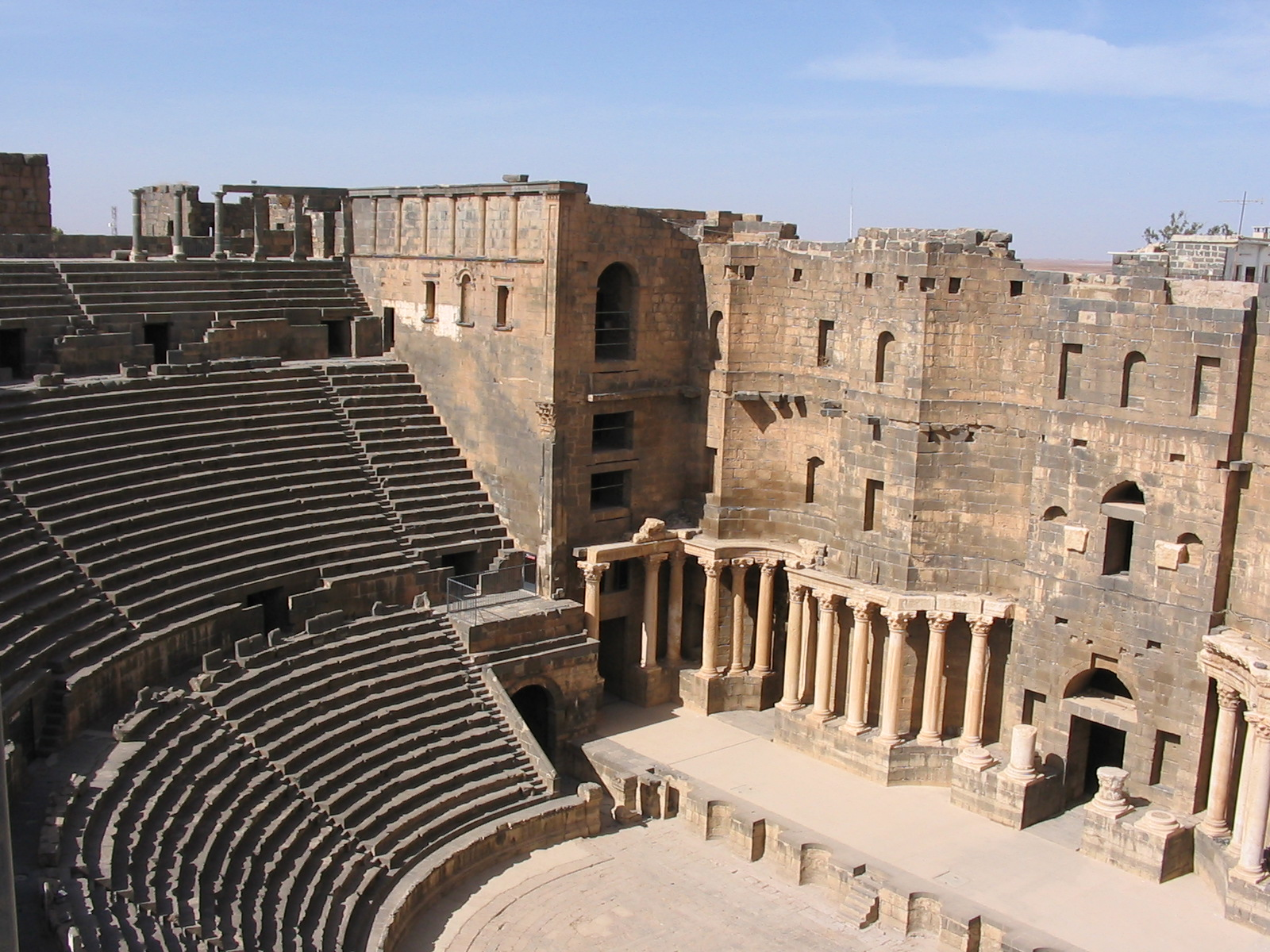
Théâtre romain.

Les tours nord et nord-ouest de la citadelle ont été restaurées au cours des années 1930. Les diverses maisons installées à l’intérieur furent détruites et, en 1947, la restauration des monuments fut confiée à Sleiman Mukdad, qui élabora un plan général de la ville antique et fit le recensement des monuments nécessitant des travaux. Son œuvre la plus importante est le dégagement des deux niveaux de constructions voûtées qui occupaient l'ensemble de la cavea du théâtre.

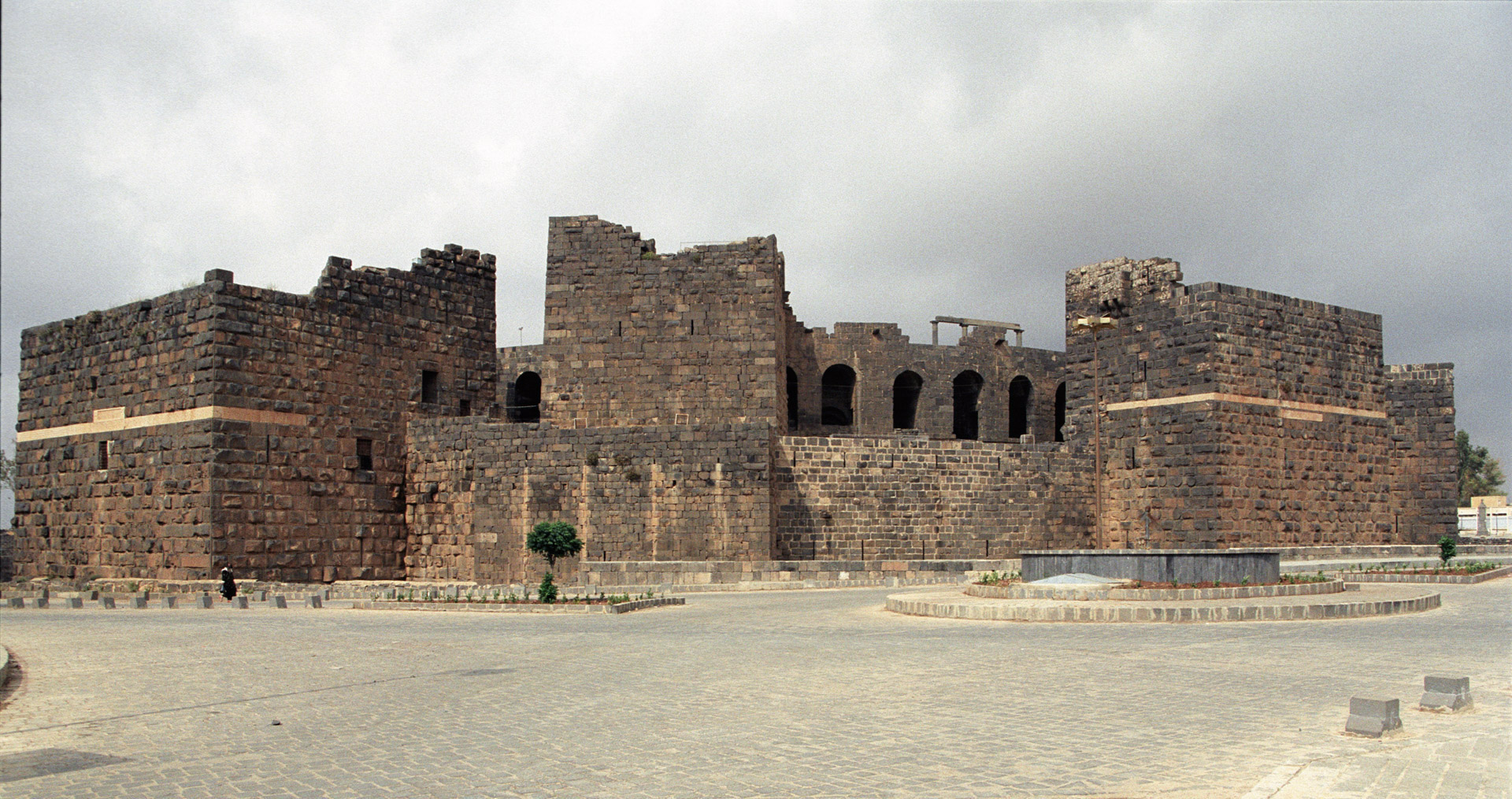
Fortifications ayyoubides entourant le théâtre.

Comme maire de Bosra, Sleiman Mukdad participa à la conception des quartiers modernes pour reloger les familles qui avaient été déplacées à la suite de l’évacuation du site archéologique.
Un festival biennal de spectacles de musique et de danse a été créé au théâtre antique en 1980:II, 10.

##### Les musées de la citadelle
Un dépôt lapidaire créé en 1933 est à l'origine des collections actuelles de l'antiquarium de la citadelle, augmentées de statues gréco-romaines et d'inscriptions nabatéennes, grecques, latines et arabes:II, 10.

Antiquarium de la citadelle
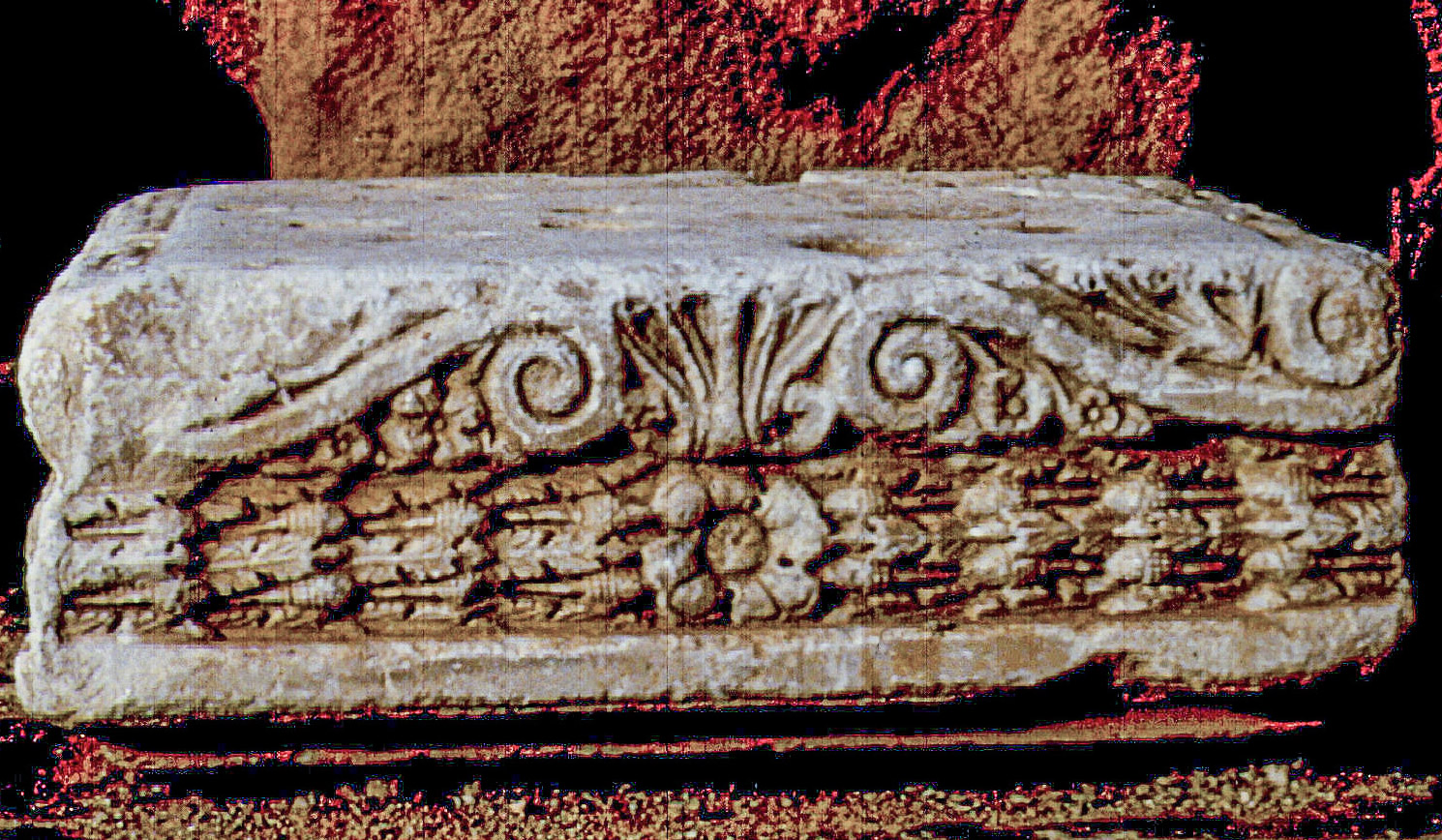
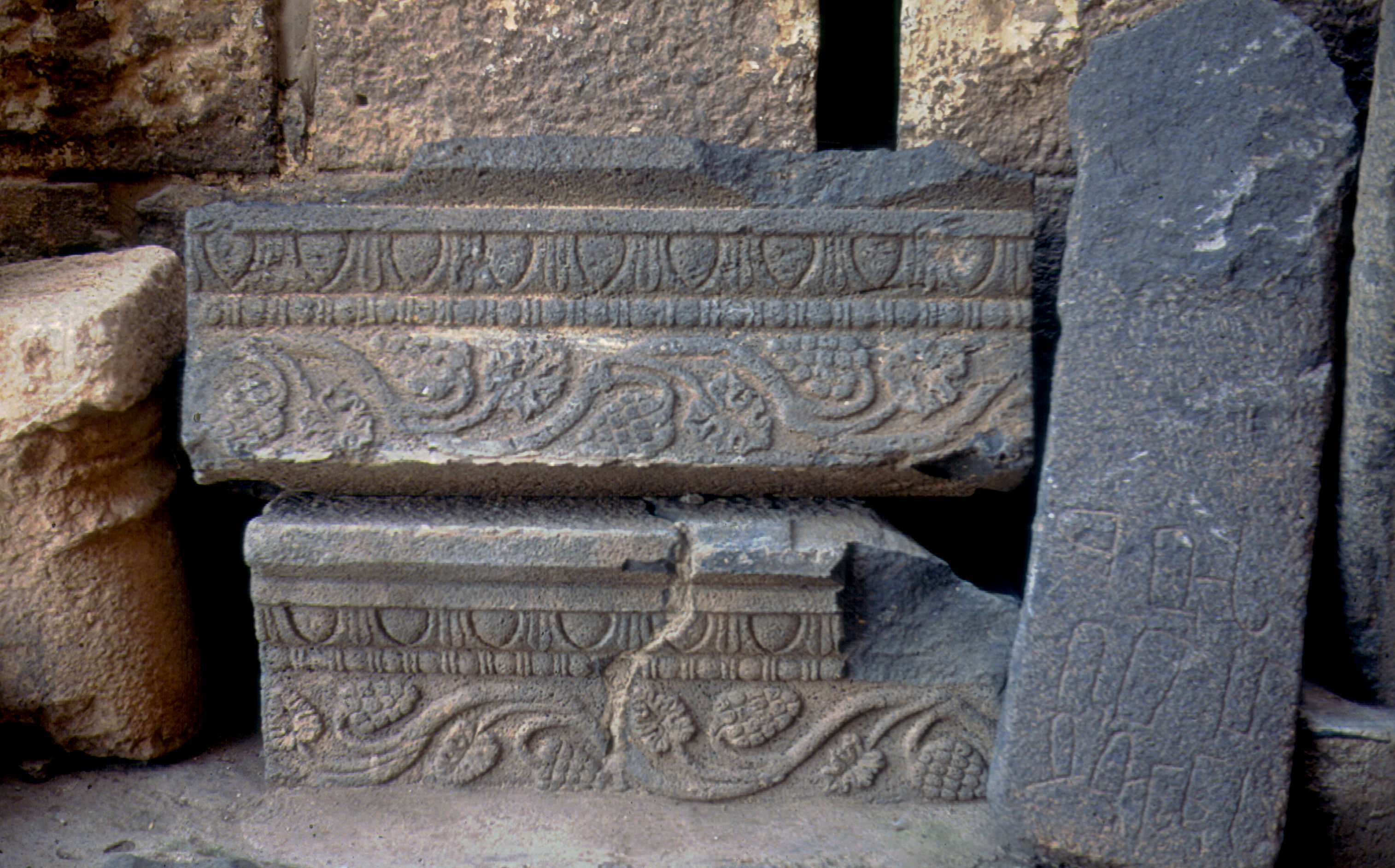
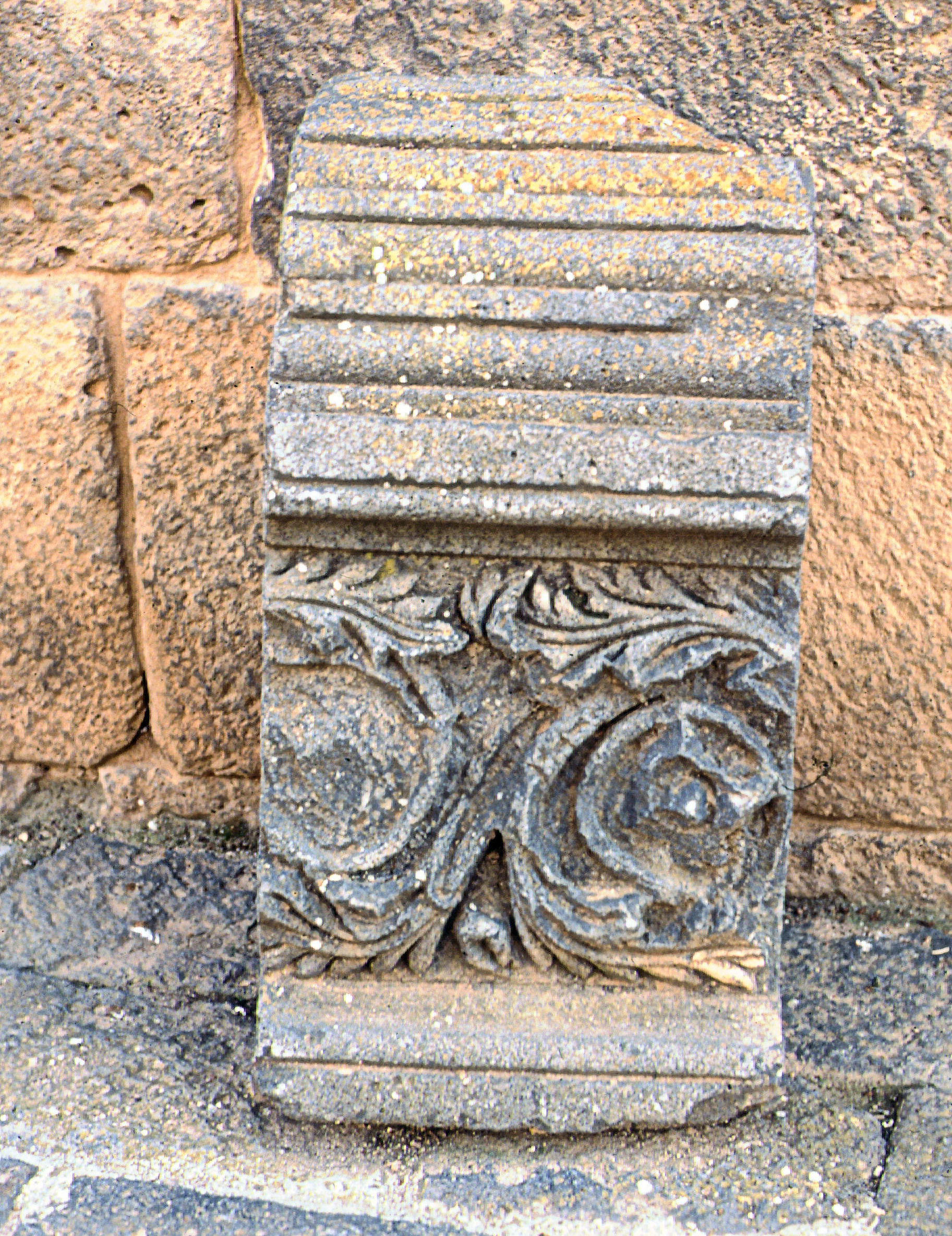

#### Le cirque («hippodrome»)
Le cirque, du IIe ou IIIe siècle ap. J.-C., apparaît clairement sur les photos aériennes. Il est situé à l'extérieur de la ville, au sud et à proximité du théâtre. Le bâtiment, qui mesure un peu plus de 440 m de long et environ 130 m de large, a été dégagé. Il est très ruiné : seuls subsistent des murs et soutènements de gradins. L'ensemble peut être observé depuis l'espace central:II, n° 11.

#### L’amphithéâtre
Un grand bâtiment elliptique de 120 × 65 m est visible sur les vues aériennes : c'est l'amphithéâtre, presque entièrement arasé, mais discernable grâce aux campagnes de fouilles effectuées sur les fondations depuis la fin du XIXe siècle. Une partie du mur extérieur a été dégagée. L'amphithéâtre se trouve juste au nord du cirque et à l'ouest du théâtre, formant avec ceux-ci un vaste ensemble consacré aux spectacles:II, n° 12.

### Sources, aqueducs, réservoirs, thermes, hammams

#### Le réservoir Est «birket an-Nabatiyah»
Ce réservoir, appelé aussi « réservoir des Nabatéens », est construit à ciel ouvert, tout comme le réservoir sud-est « birket al-Hâjj ». Une canalisation rejoignait le réservoir à l'angle sud-est pour l’alimentation en eau de la ville:II, 6.

#### Le réservoir sud-est «birket al-Hâjj»
Les deux grands réservoirs d'eau sont distants d'environ 500 m. Ils sont de forme carrée, d'environ 150 m de côté, entourés de quais et de bordures de pierre où figurent des inscriptions en écriture nabatéenne qui les rendent tous deux datables du Ier siècle:II, 7.
Les deux réservoirs ont été déblayés de 1960 à 1975, puis rénovés en 1986-1987:II, 7.

Réservoir sud-est « Birket al-Hâjj »
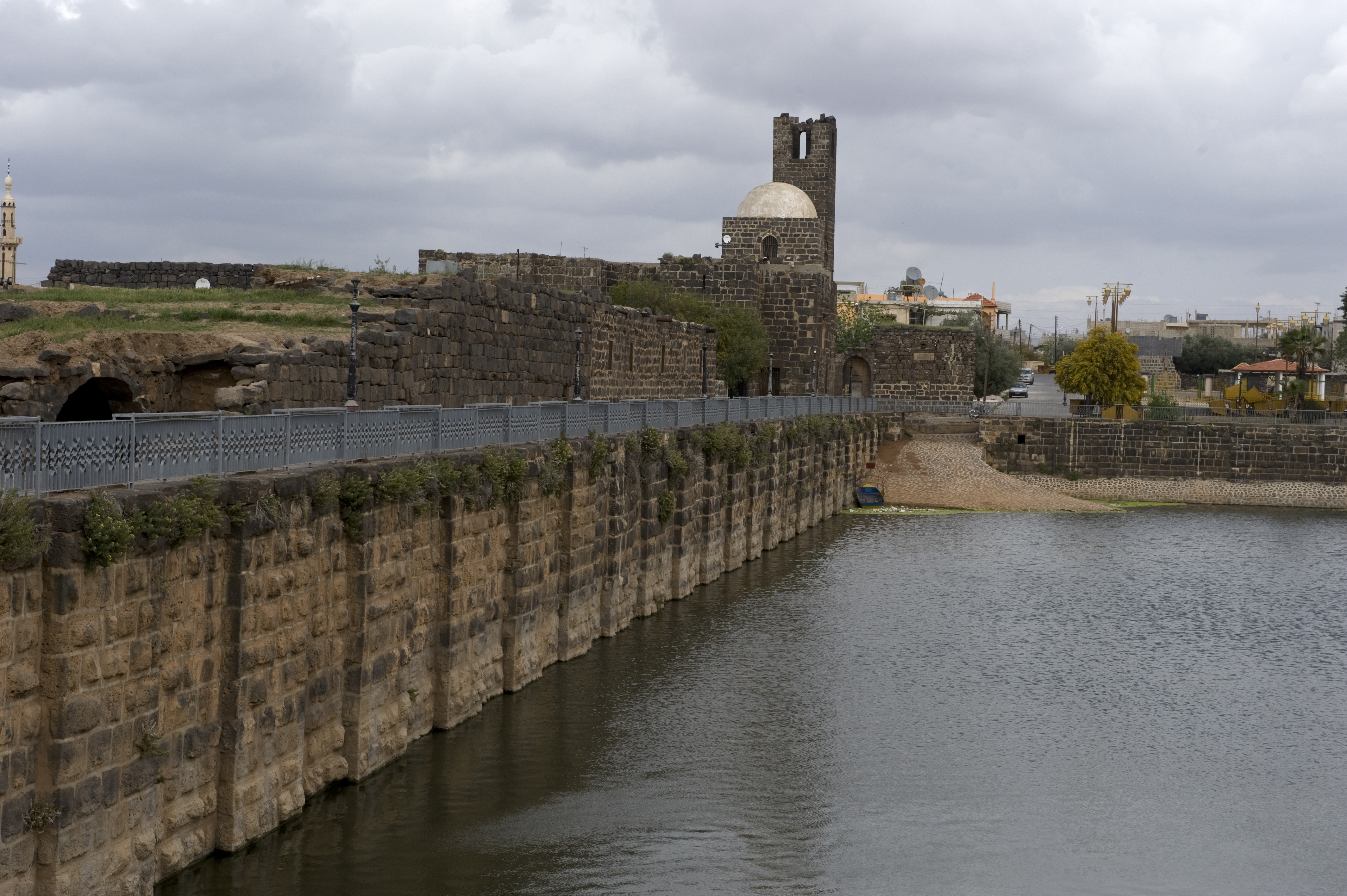
Réservoir « Birket al-Hâjj » et madrasa Abû al-Fidâ’ (n° 8).
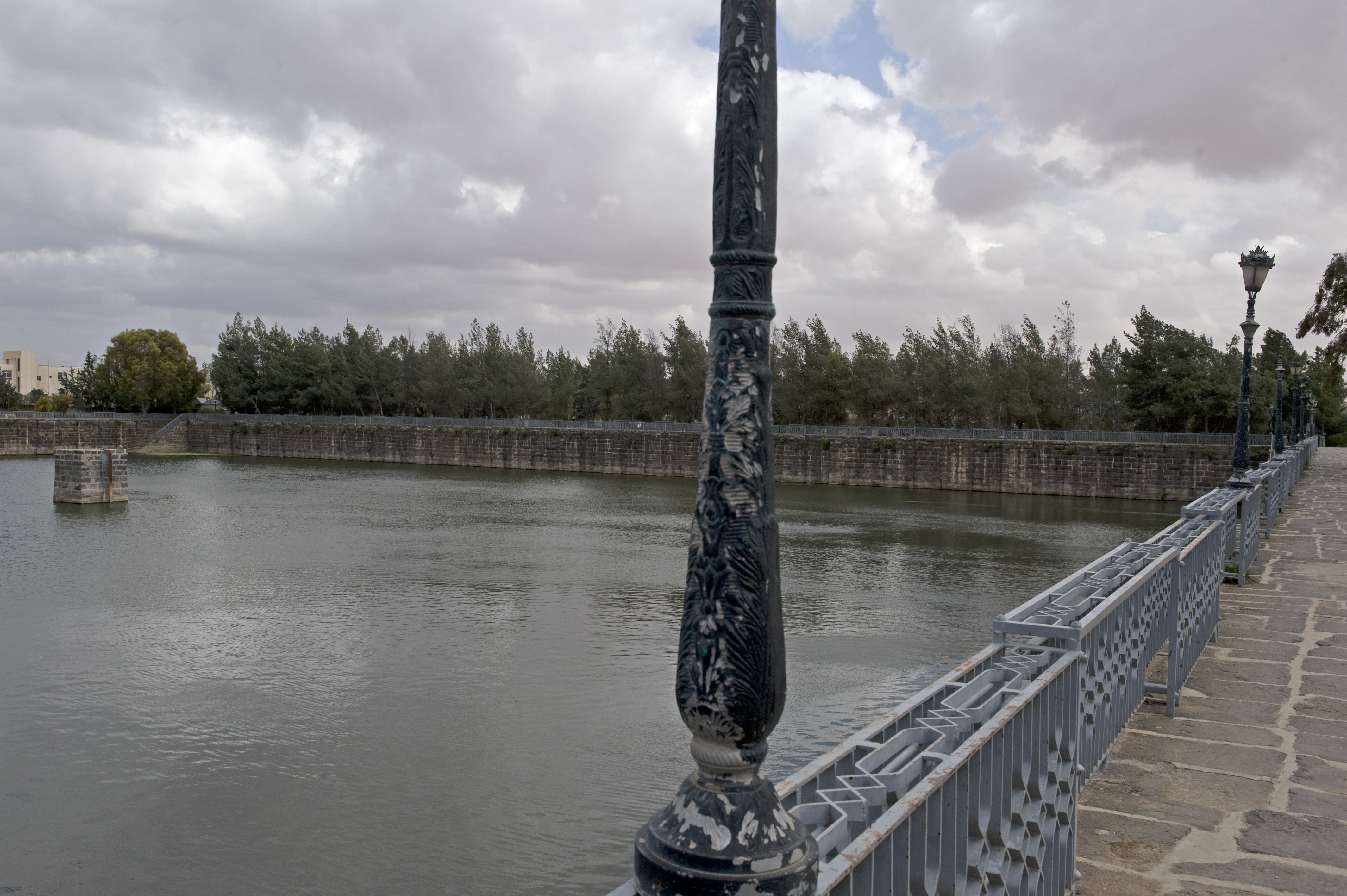
Réservoir « Birket al-Hâjj ».
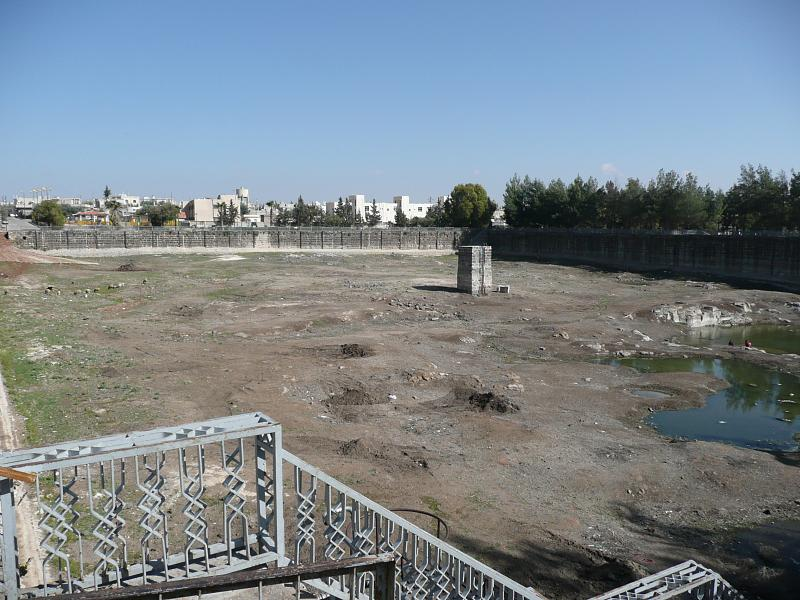
Réservoir « Birket al-Hâjj ».

#### La retenue d’eau du quartier de l'Ouest (prétendue «naumachie»)
On observe dans quartier de l’Ouest une vaste dépression en fer à cheval dont le fond humide et fertile a été transformé en cultures, limitée à l’ouest par un mur en appareil cyclopéen dans sa partie sud, et en appareil quadrangulaire à bossages dans la partie centrale. Selon Butler, il s’agirait d’un aménagement pour les jeux nautiques (naumachies) ; d’après Peters, cet espace servait de stockage pour les marchandises et le bétail. Cet espace est toujours utilisé pour des cultures maraîchères irriguées naturellement. Il se trouve sur la ligne qui descend du secteur de la source pérenne de la ville, au nord:II, 29.

#### Le hammam Manjak
Ce hammam mamelouk, construit par l’émir Manjak en 1372, est l’un des bâtiments les plus luxueux de la Bosra islamique. Le bâtiment est placé le long de la rue nord-sud, en face de la Grande Mosquée. Le complexe allongé s’articule en fonction de la suite fonctionnelle des opérations du bain. À la pièce d’accueil au sud succèdent vers le nord plusieurs salles de bains et, derrière elles, les installations techniques avec les réservoirs d’eau et le chauffage. L’organisation du plan, les techniques de construction et les détails stylistiques rapprochent le hamman Manjak des bains mamelouks de Damas:II, 36.

#### Le camp romain et ses thermes
Le camp est datable par une borne mentionnant la légion IIIa Cyrenaica (IGLS XIII, 9449) et de nombreux blocs sculptés épars d’époque romaine impériale et byzantine. La légion VIa Ferrata s'est installée à Bostra en 106, suivie de la IIIa Cyrenaica vers 125.
L’existence du camp légionnaire a été parfois mise en doute, mais sa localisation au nord-est de la ville moderne a été établie dans les années 1970 par les travaux de Sleiman Mukdad. L’estimation des dimensions du camp est rendue difficile par les champs cultivés. Certains murs modernes semblent reproduire assez fidèlement le tracé des murs antiques, mais ceux-ci sont toujours masqués par l’accumulation des pierres. Les dimensions approximatives du camp peuvent être estimées à 440 m d’est en ouest et 350 m du nord au sud. Sa superficie serait donc d’environ 15,40 ha, alors que la superficie des autres camps légionnaires peut atteindre 25 à 27 ha, pour une moyenne de 20 ha. Bostra est donc un des camps légionnaires les plus petits du monde romain, mais proche par sa surface de camps de Pannonie et de Germanie inférieure.

#### Thermes du camp romain
Au sud-ouest sont visibles les vestiges des thermes du camp et, au nord, la porte du camp, dégagée d’abord par Sleiman Mukdad dans les années 1970, puis par l’équipe archéologique française entre 1997 et 2001. Cette porte est large de 2,70 m ; elle est munie de deux piédroits en appareil de pierre de taille soigné, comportant des remplois. Le passage est encadré par deux tours rectangulaires, saillantes de 5 m par rapport aux piédroits, qui délimitent un passage antérieur large de 5 m:II, 42, 43.

#### La source al-Jahîr
La source al-Jahîr, située près de l’angle sud-ouest du camp romain, est une source pérenne située à 6 m de profondeur. C’est la source la plus importante de Bosra, qui explique probablement l’ancienneté et la permanence de l’occupation humaine sur ce site. Elle a sans doute été aménagée depuis l’Antiquité. Deux bassins bordés de hauts murs sont visibles actuellement. Des escaliers permettent d’accéder au niveau de l'eau. L’ensemble du secteur fait l’objet de restaurations et de réaménagements urbains:II, 44.

### Voirie

#### La «rue du théâtre»
Cette voie monumentale, dallée et bordée de colonnes, relie la rue principale est-ouest à la zone du théâtre et de l'amphithéâtre. Elle est bien conservée, datable du IIIe siècle:II, 16.

#### La rue principale est-ouest, entre arc nabatéen et tétrapyle
La rue principale de Bosra est une voie monumentale qui traverse toute la ville d'est en ouest, depuis l’arc nabatéen jusqu'à la porte Ouest « Bâb al-Hawâ’ ». Cette rue constituait l’axe majeur de la ville, sans doute bien avant l’époque nabatéenne. À l’époque sévérienne (première moitié du IIIe siècle), cette voie principale prend la forme d'un decumanus monumental, avec une chaussée dallée bordée de trottoirs protégés du soleil et des intempéries par des portiques à colonnades ioniques, sur lesquelles s'ouvraient les boutiques, les thermes et les espaces publics des marchés. Les intersections avec les rues nord-sud sont marquées par des aménagements monumentaux comme l’arc central et la place ronde ornée d'un tétrapyle d'une architecture complexe, comparable à ceux de Palmyre et Jerash:II, 17.

#### La rue du sud au nord, du nymphée vers la mosquée d'Omar
Partant du sud (carrefour de l'exèdre et du nymphée), cette rue monumentale, dégagée dans les années 1990, a conservé son dallage antique disposé en oblique. Elle desservait les deux entrées des thermes du nord. Ses deux portiques d'ordre ionique abritaient des files de boutiques:II, 20.

#### La rue nord-sud coupant la place du tétrapyle
Cette rue datant de l'époque romaine impériale n'a guère été fouillée, mais son tracé est connu : elle joignait la place du tétrapyle à la source principale de la ville au nord. Vers le sud, à partir de la place du tétrapyle, elle conduit à l’amphithéâtre. Elle était probablement bordée de portiques ioniques d’époque sévérienne, comme la rue principale:II, 25.

#### La rue principale est-ouest du tétrapyle à la porte ouest «Bâb al-Hawâ’»
Depuis la place du tétrapyle, la rue principale mène à la porte ouest « Bâb al-Hawâ’ ». La chaussée pavée antique est bordée de trottoirs, autrefois abrités par des portiques à colonnades ioniques:II, 26.

#### La rue est-ouest, de la rue nord-sud à la mosquée de Fâtima
Cette rue antique d’époque romaine, qui joignait les quartiers nord-ouest et nord-est de Bosra, a été dégagée sur une portion limitée, au croisement avec la rue nord-sud et au nord de l’îlot des thermes du centre:II, 32.

#### La rue sud-nord de la mosquée d’Omar au camp romain
Cette rue, datée de l’époque romaine à l’époque médiévale, est le prolongement de la rue joignant le nymphée au camp romain, au nord du carrefour avec la rue est-ouest. Le tracé d’origine de cette rue est très probablement d’époque romaine. Les superstructures datent vraisemblablement de l’époque sévérienne:II, 34.

### Décor urbain

#### L'arc nabatéen et les massifs à demi-colonnes nabatéennes
Ce monument de conception romaine, datable du Ier siècle apr. J.-C., marque la limite entre deux secteurs de la ville. L’arc unique repose sur quatre piles rectangulaires. L'ensemble est orné de pilastres, niches et demi-colonnes. Le style des chapiteaux du niveau médian se rattache au style des façades rupestres nabatéennes de Pétra. Un fronton, disparu, couronnait le bâtiment sur ses deux faces:II, 1.
L’arc nabatéen à l’est et la porte ouest (ou « Bâb al-Hawâ’ », porte des Vents) ont été restaurés de 1955 à 1968 par Sleiman Mukdad.

L'arc nabatéen
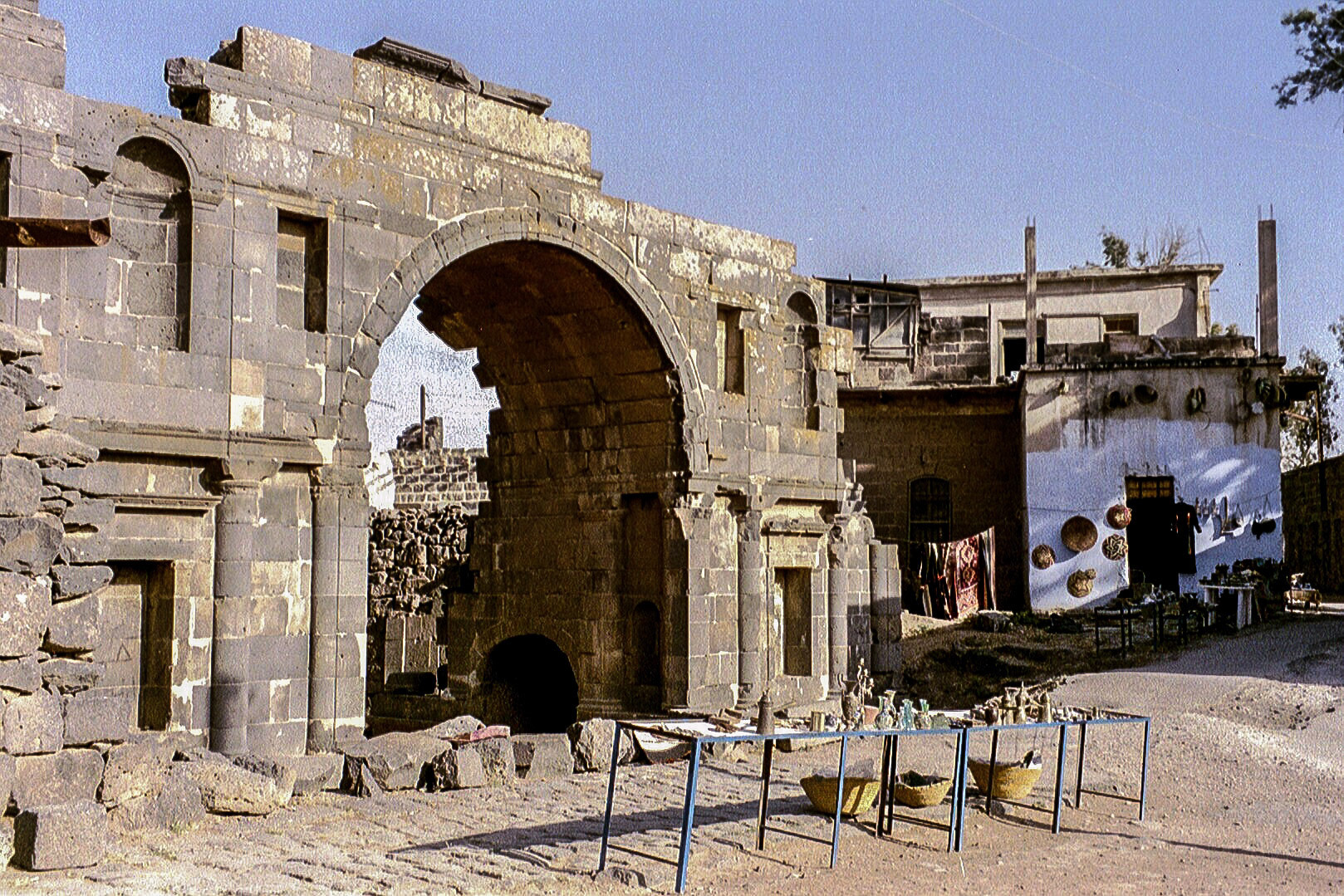
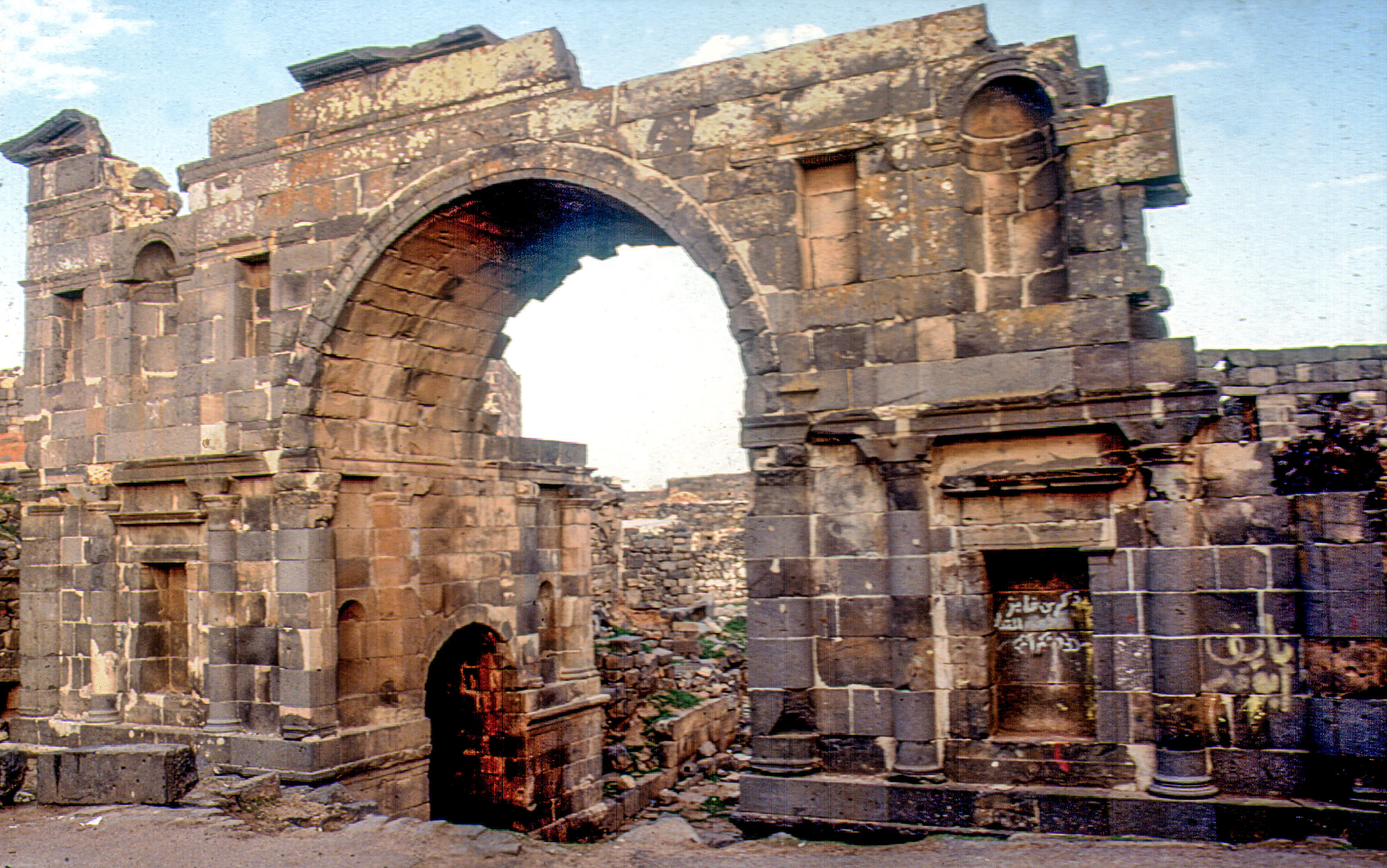

#### Le nymphée (dit autrefois «kalybé»)
Le nymphée (dit autrefois « kalybé », forme locale de petit temple), aisément repérable par ses deux colonnes corinthiennes jointes par une pièce d'entablement très décorée, est une fontaine monumentale dont on a retrouvé deux bassins et des arrivées d'eau. La datation du monument est rendue difficile par les remplois successifs et les tremblements de terre, mais les archéologues proposent une construction en trois phases, des années 100 à 300 ap. J.-C. environ:II, 18.

Nymphée (dit « kalybé »)
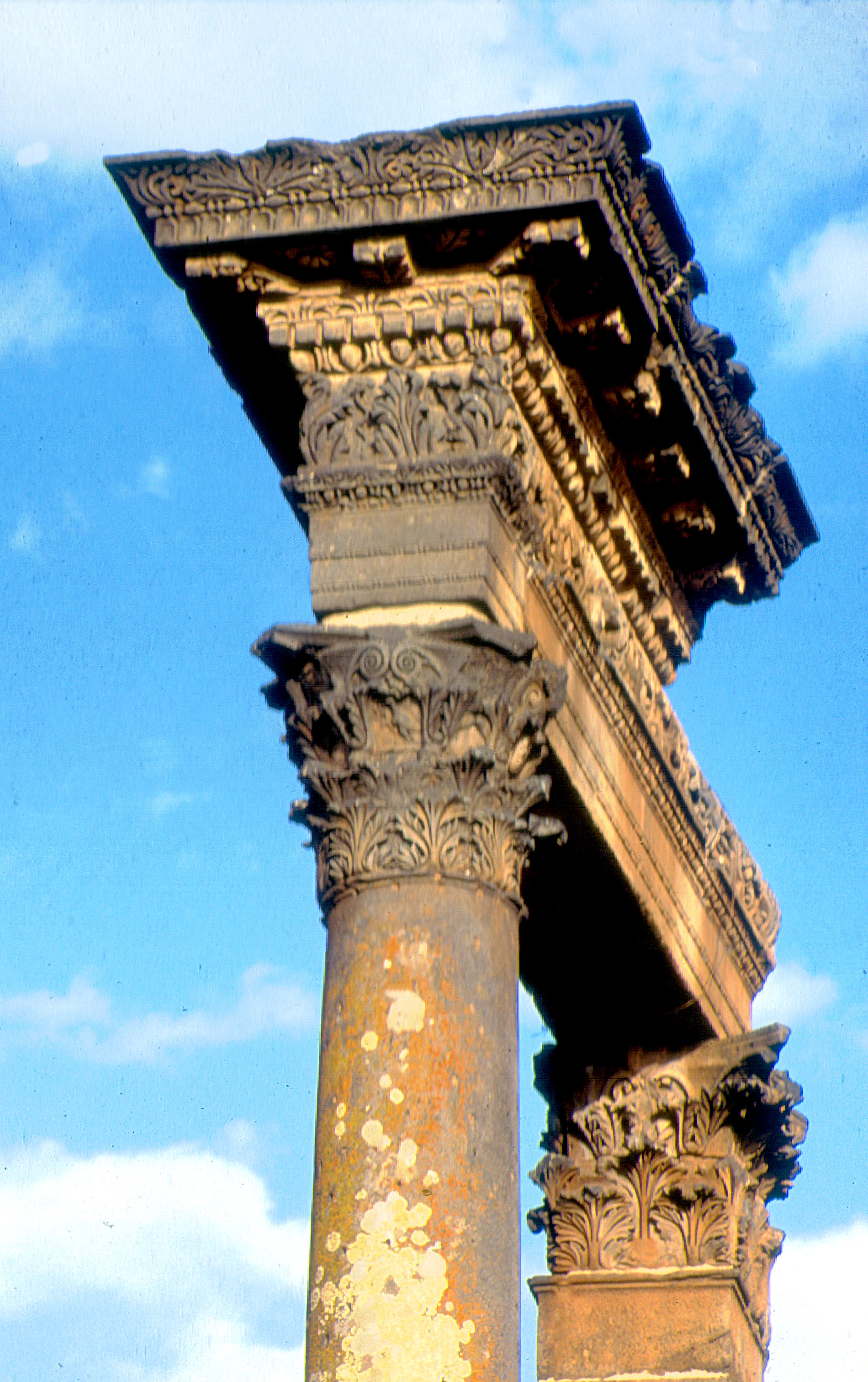
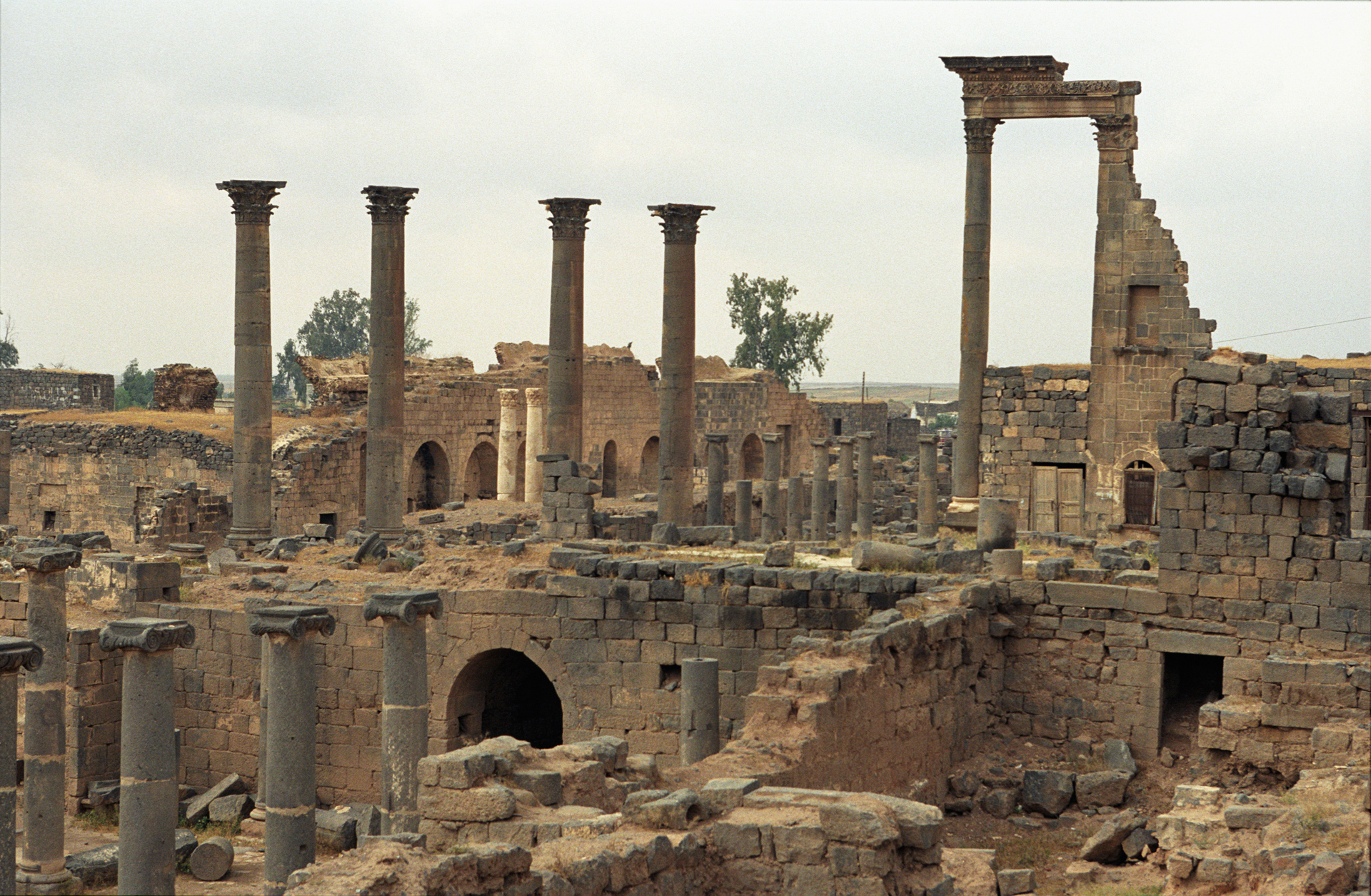
Le nymphée est à droite.
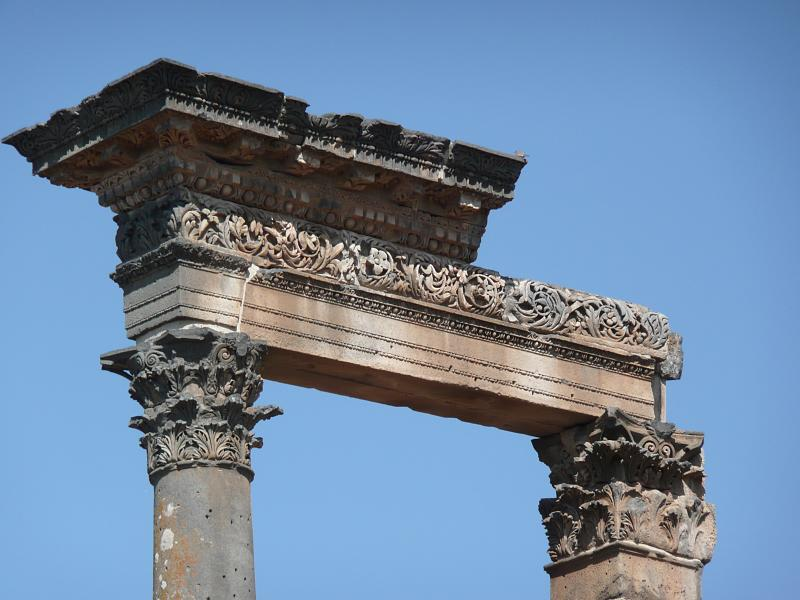
Colonnes corinthiennes, entablement.

#### L'exèdre monumentale (dite autrefois «nymphée»)
Cette construction du IIe siècle, qui présente quatre colonnes en façade et une abside centrale en arrière-plan, flanquée de deux murs droits, est située à l'angle d'un des grands carrefours de la ville. Plutôt qu'une fontaine monumentale, l'édifice du IIe siècle semble avoir eu une fonction cultuelle. Il s'agirait dans ce cas d'un temple dédié à une divinité importante liée à la politique romaine:II, 19.

Exèdre ou « nymphée »
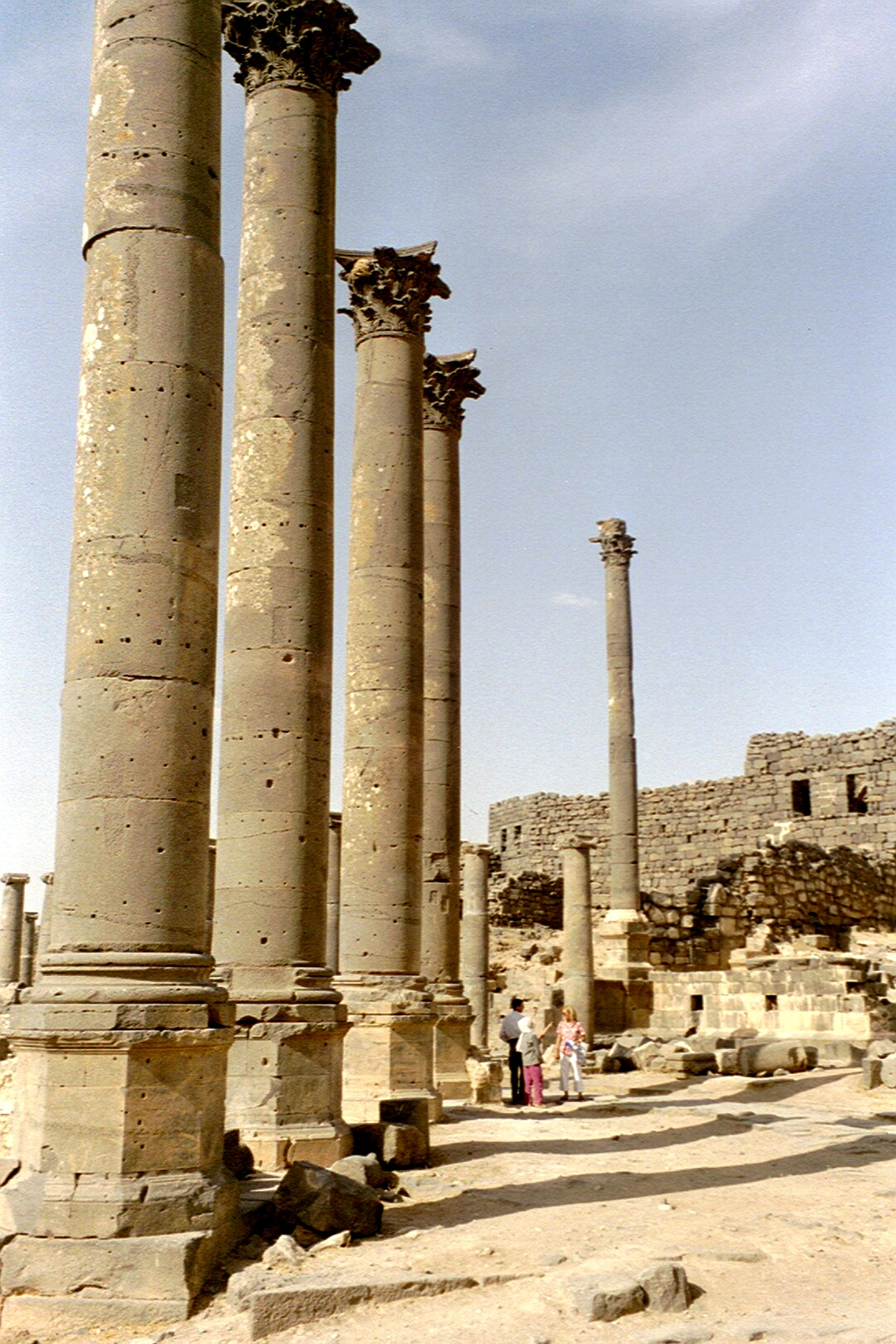
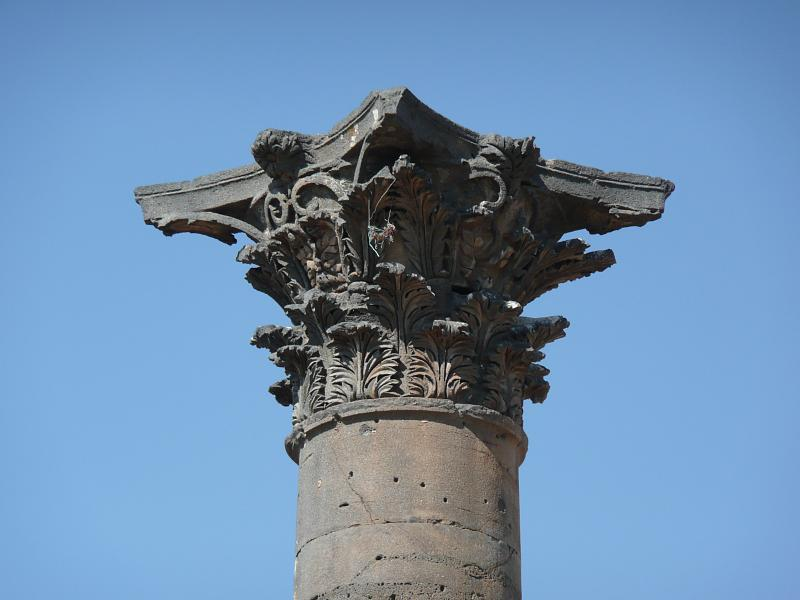
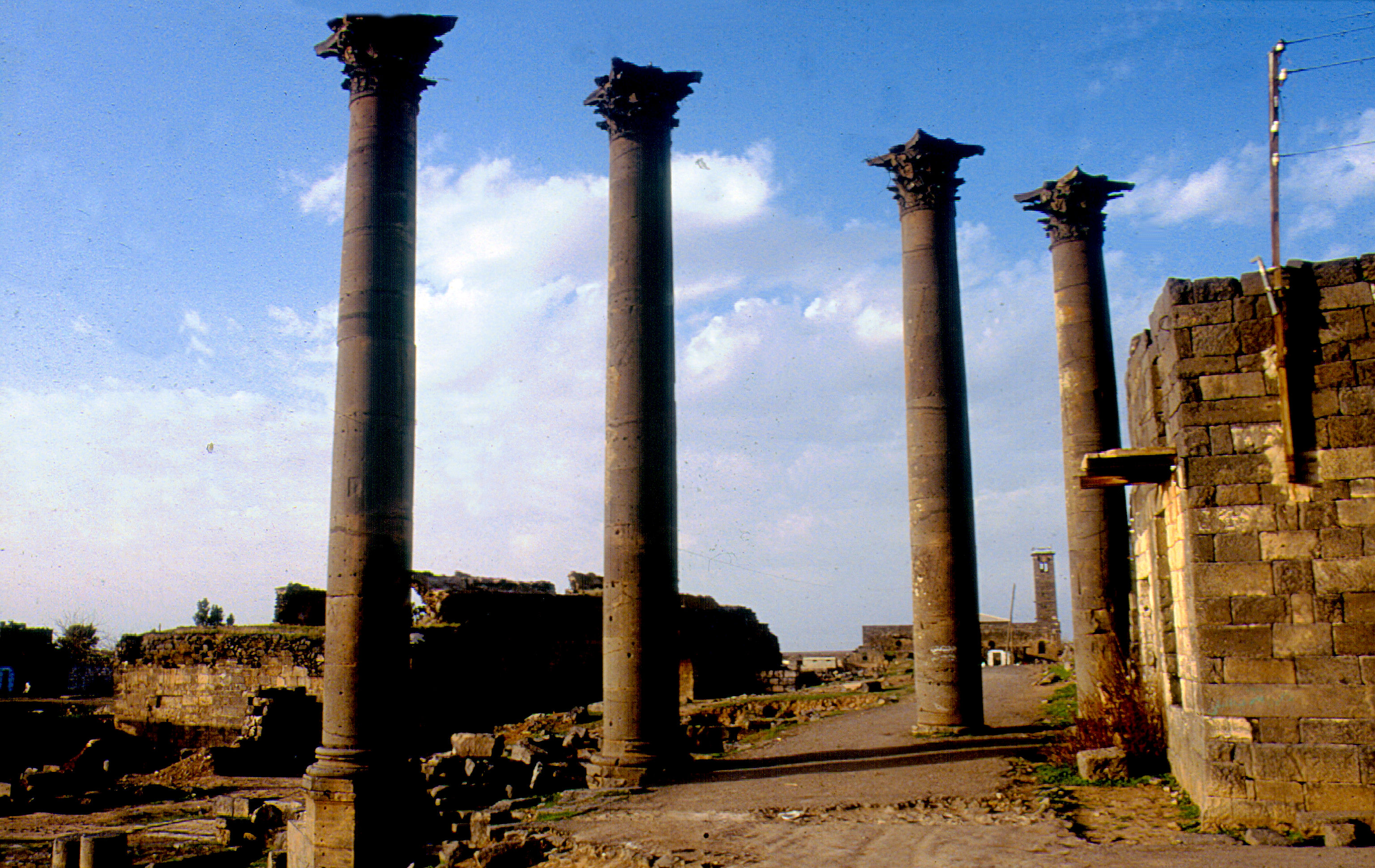

#### L’arc central «Bâb al-Qandîl»
Cet arc, en réalité un octopyle datant de Philippe l'Arabe (milieu du IIIe siècle), marquait l'entrée dans la rue du théâtre. Il est aujourd'hui réduit à sa façade nord.:II, 22.

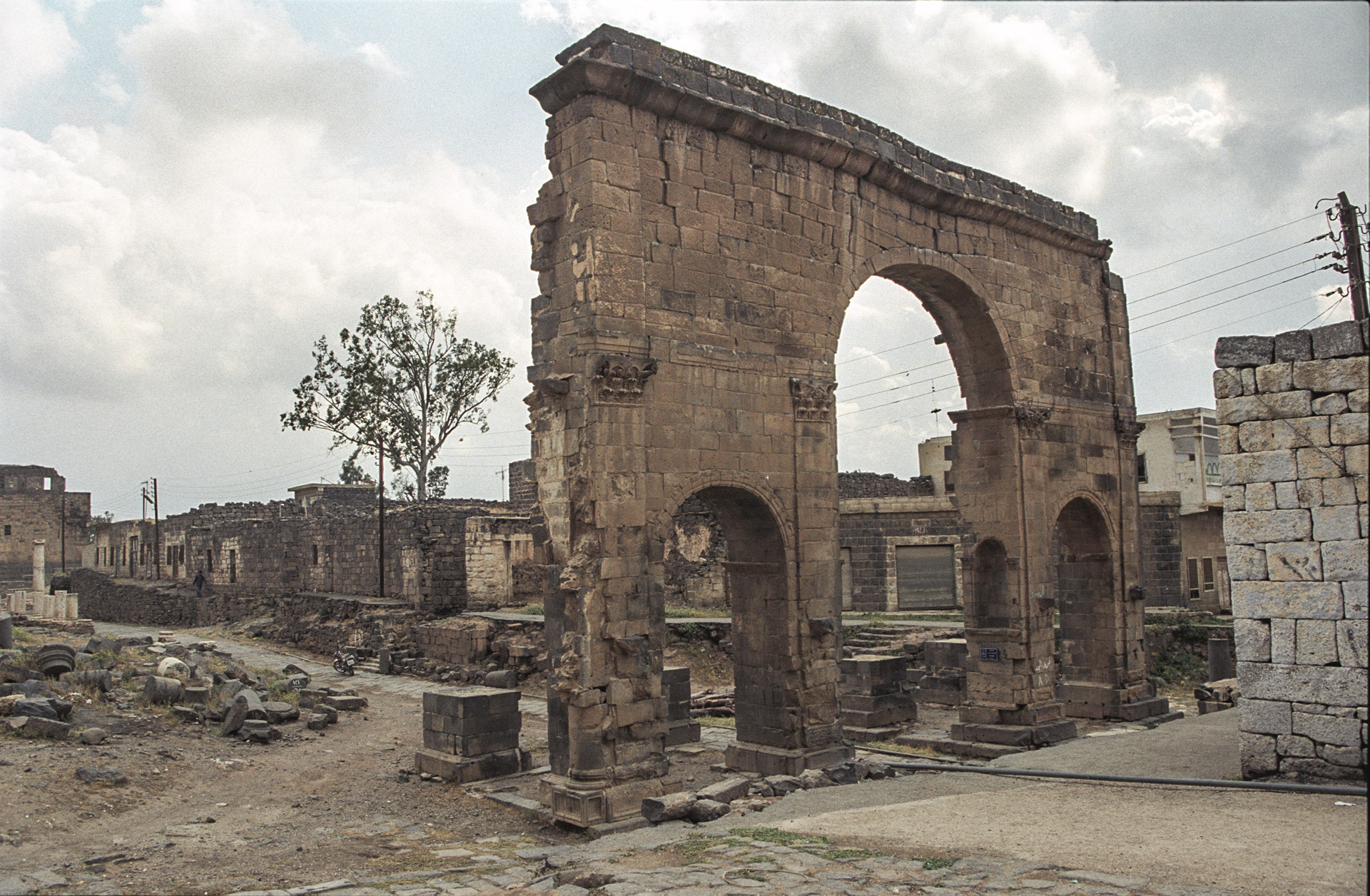
L’arc central, côté nord.
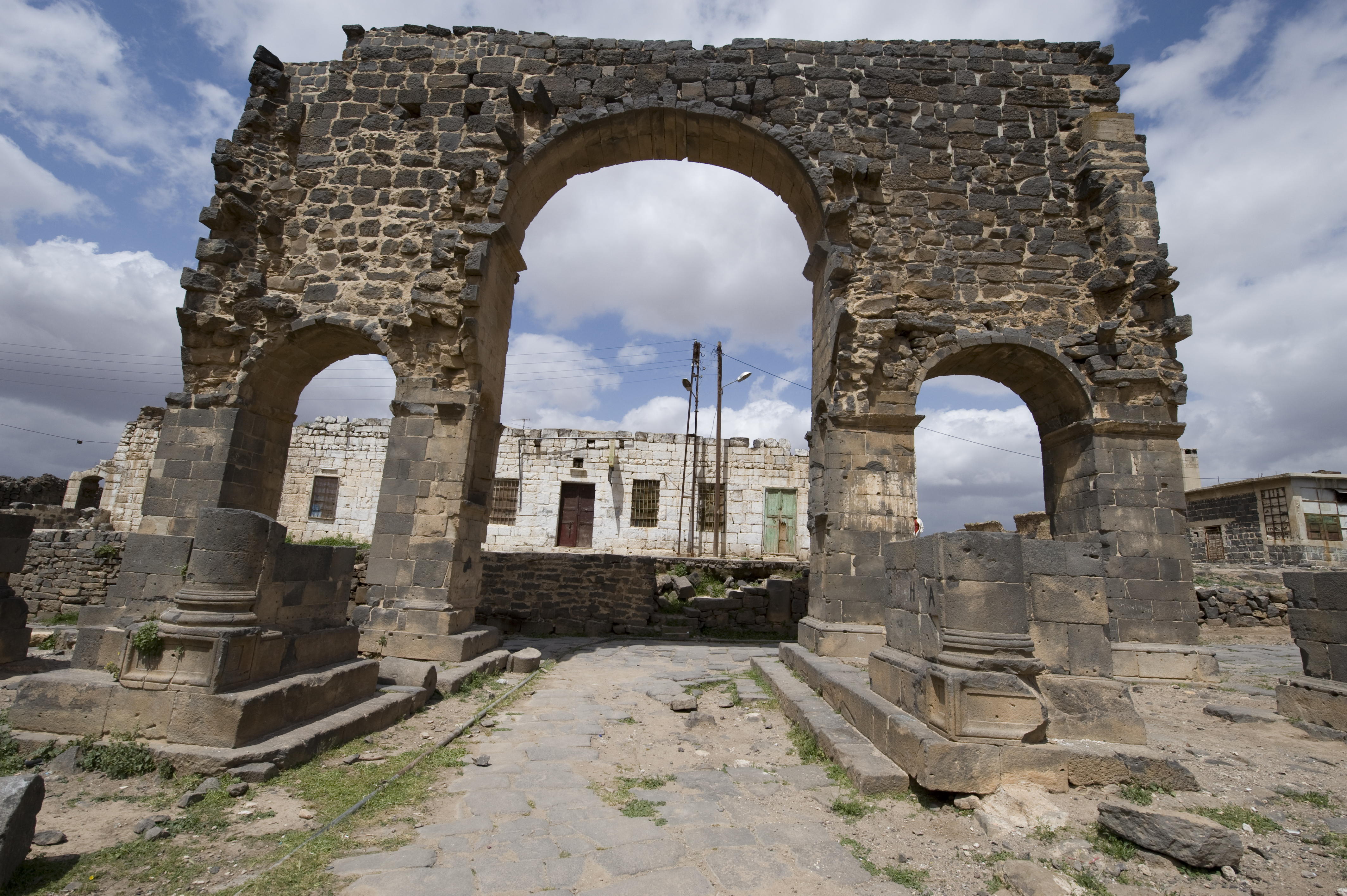
L’arc central, côté sud.
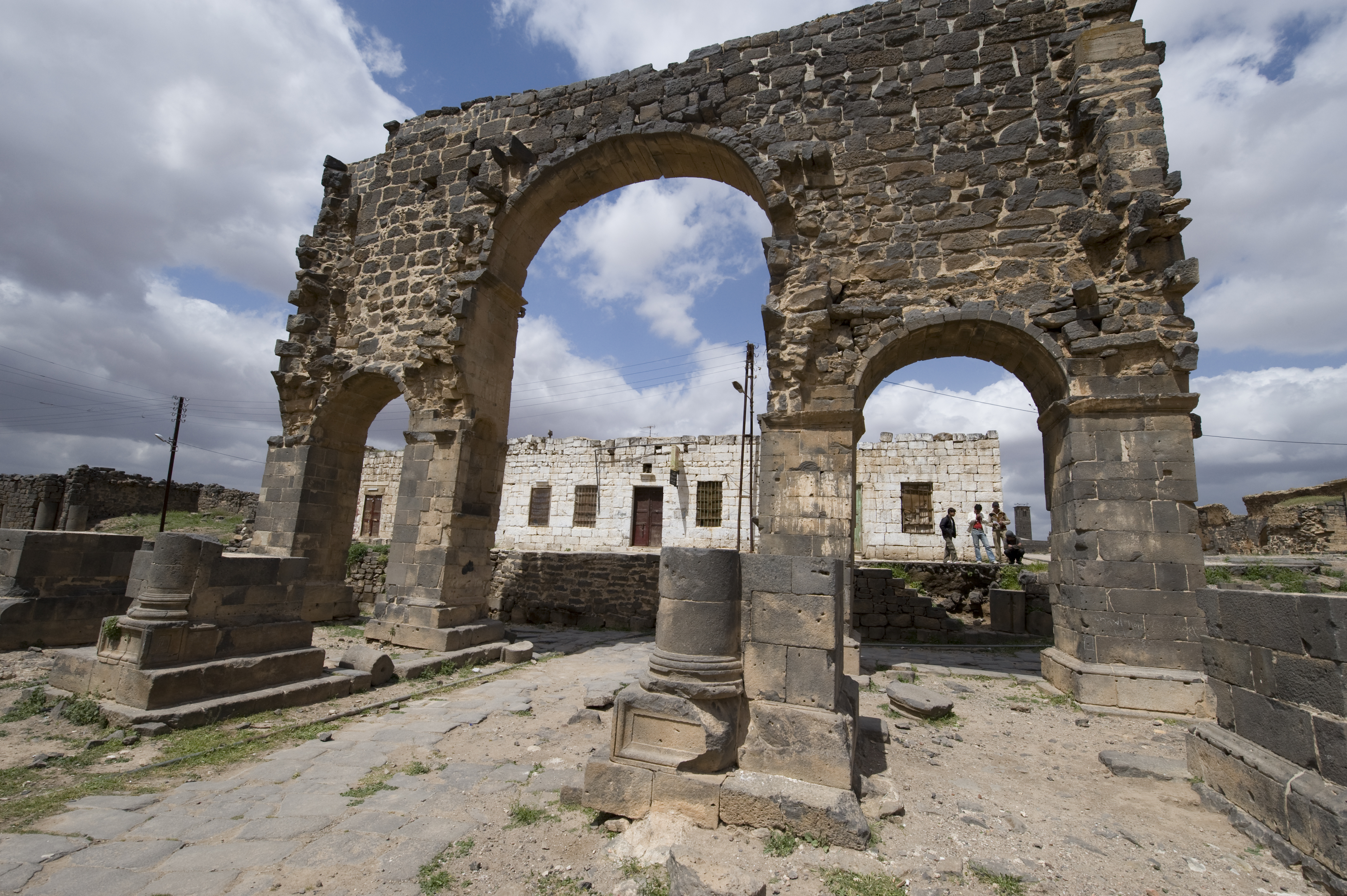
Côté sud.

#### Le cryptoportique
Le cryptoportique est une galerie voûtée rectiligne de la période romaine, établie sous l'un des deux portiques de la rue principale est-ouest, côté nord, entre l'entrée du marché (macellum) et la place du tétrapyle, de manière à compenser la déclivité du terrain en cet endroit. La galerie, longue de 108 m et large de 5 m, se terminait aux deux extrémités par une abside, celle de l’extrémité ouest se trouvant partiellement détruite afin de laisser place au tétrapyle.

#### Le tétrapyle et la place ronde
Le tétrapyle de Bosra est assez semblable à ceux de Jerash et de Palmyre : c'est un monument décoratif du IVe siècle, formé de quatre piliers, chacun d'eux étant constitué de quatre colonnes, au milieu d'une place ronde aménagée au carrefour de la rue principale est-ouest et de la rue sud-nord qui conduit à la source principale. Il ne subsiste de cet ensemble architectural que les soubassements des piliers et des fragments de chapiteaux corinthiens:II, 24.

#### La porte ouest ou porte des Vents «Bâb al-Hawâ’»
La porte, très simple, aux piliers ornés de deux niches, est percée à travers le rempart, à l'extrémité ouest de l'axe principal. Elle date probablement du IIIe siècle:II, 27.
De 1955 à 1968, Sleiman Mukdad consacra ses efforts à la rénovation de l’arc nabatéen à l’est et de la porte Ouest (« Bâb al-Hawâ’ », porte des Vents):II, 27.

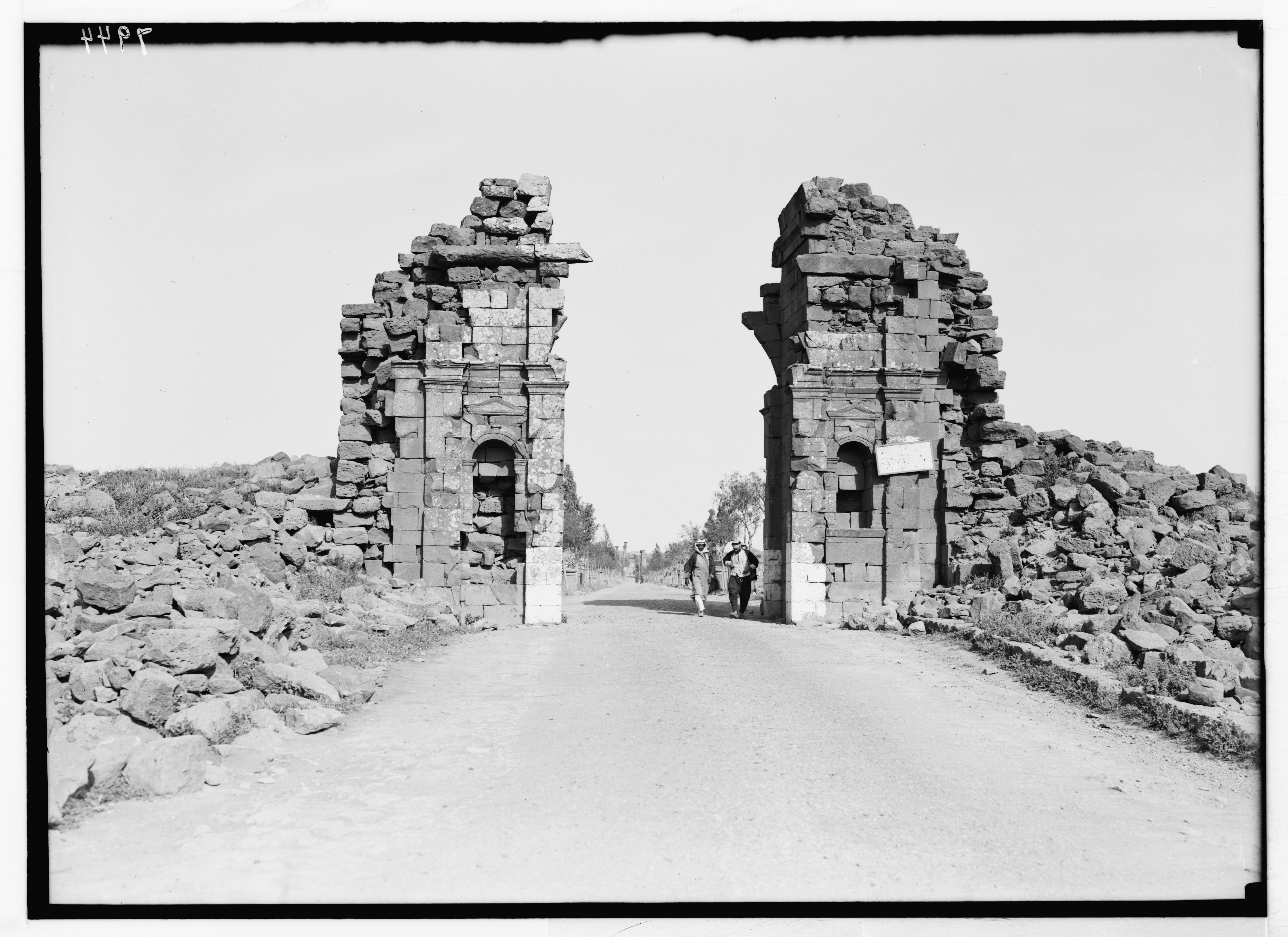
Porte ouest (porte des Vents), en 1938.
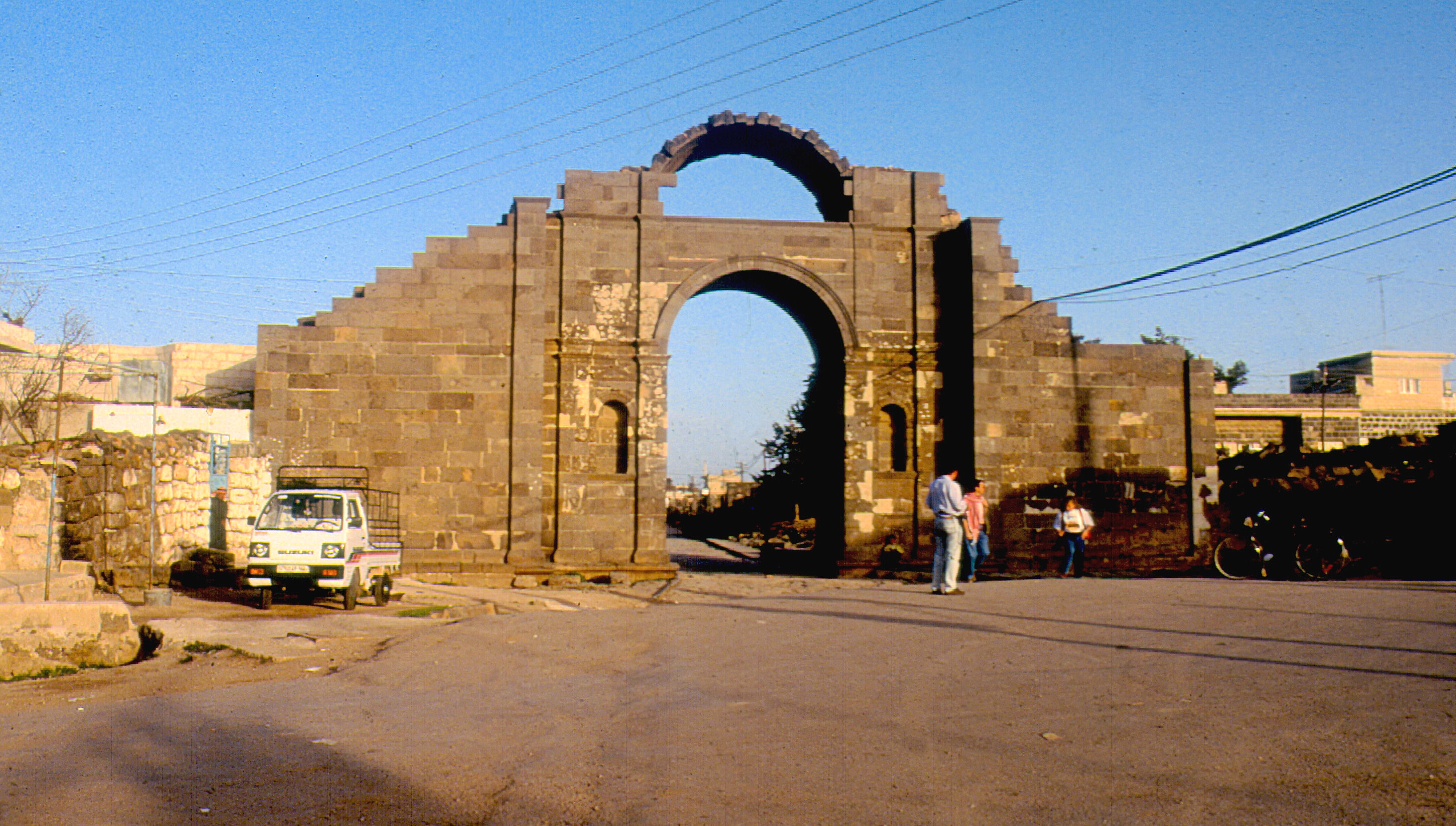
Porte ouest (porte des Vents).

### Forum, marché, bâtiments publics

#### Le forum et le marché (macellum)
Le forum, au nord du cryptoportique, est une grande place dallée qui n'a guère livré que quelques fragments de chapiteaux et autres éléments architecturaux d'un portique.
Le marché s'étend à l'est du forum : les fouilles ont révélé un bâtiment de plan octogonal, agrémenté de colonnes, certaines se trouvant murées à la suite d'une conversion en maison d'habitation:II, 23.

#### La basilique de Bahîra et son annexe
L'édifice basilical du IIe – IIIe siècle, dit « de Bahîra », d'après le nom d'un moine nestorien, est situé au nord de l’église des saints Serge, Bacchus et Léonce. D'usage inconnu, il comportait, à l’origine, une façade s’ouvrant par un arc sur un atrium à colonnes surmontées de chapiteaux ioniques. Il reste une partie de l’abside en cul-de-four.
Un bâtiment parallèle, au nord de la basilique, conserve une abside au décor élaboré, constitué de quatre niches à frontons et coquilles. Cette abside est incorporée dans une maison moderne:II, 37.

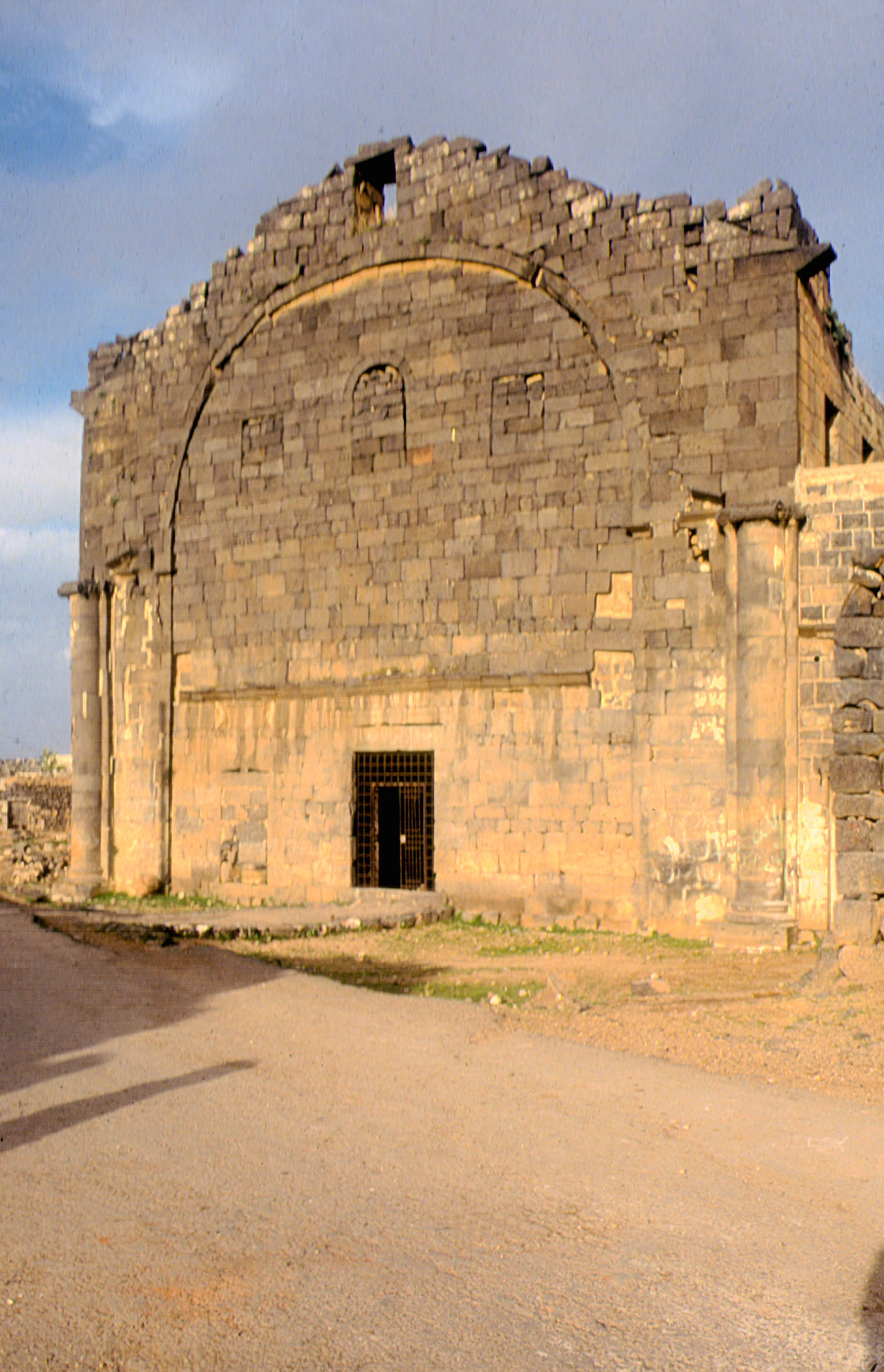
Entrée murée de la basilique de Bahîra.
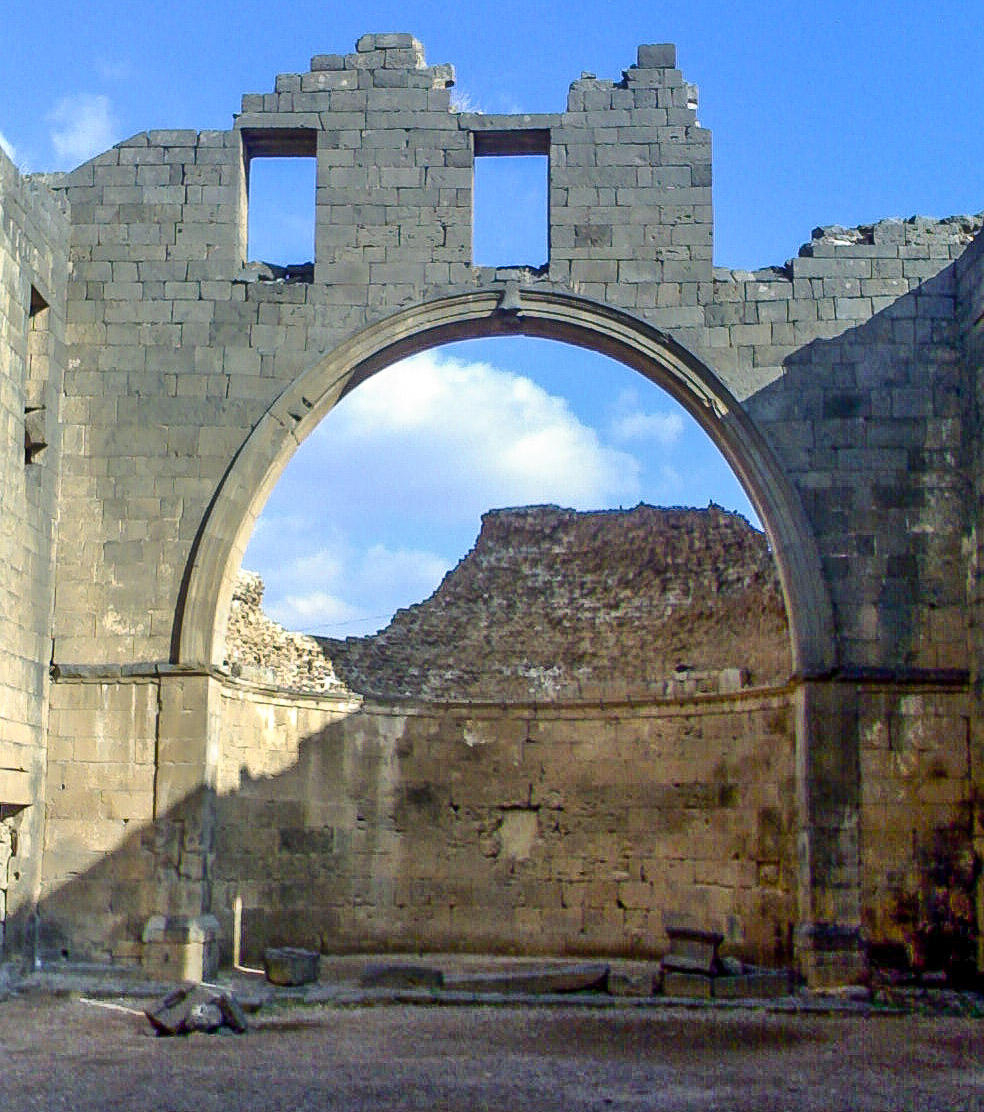
Abside de la basilique de Bahîra.
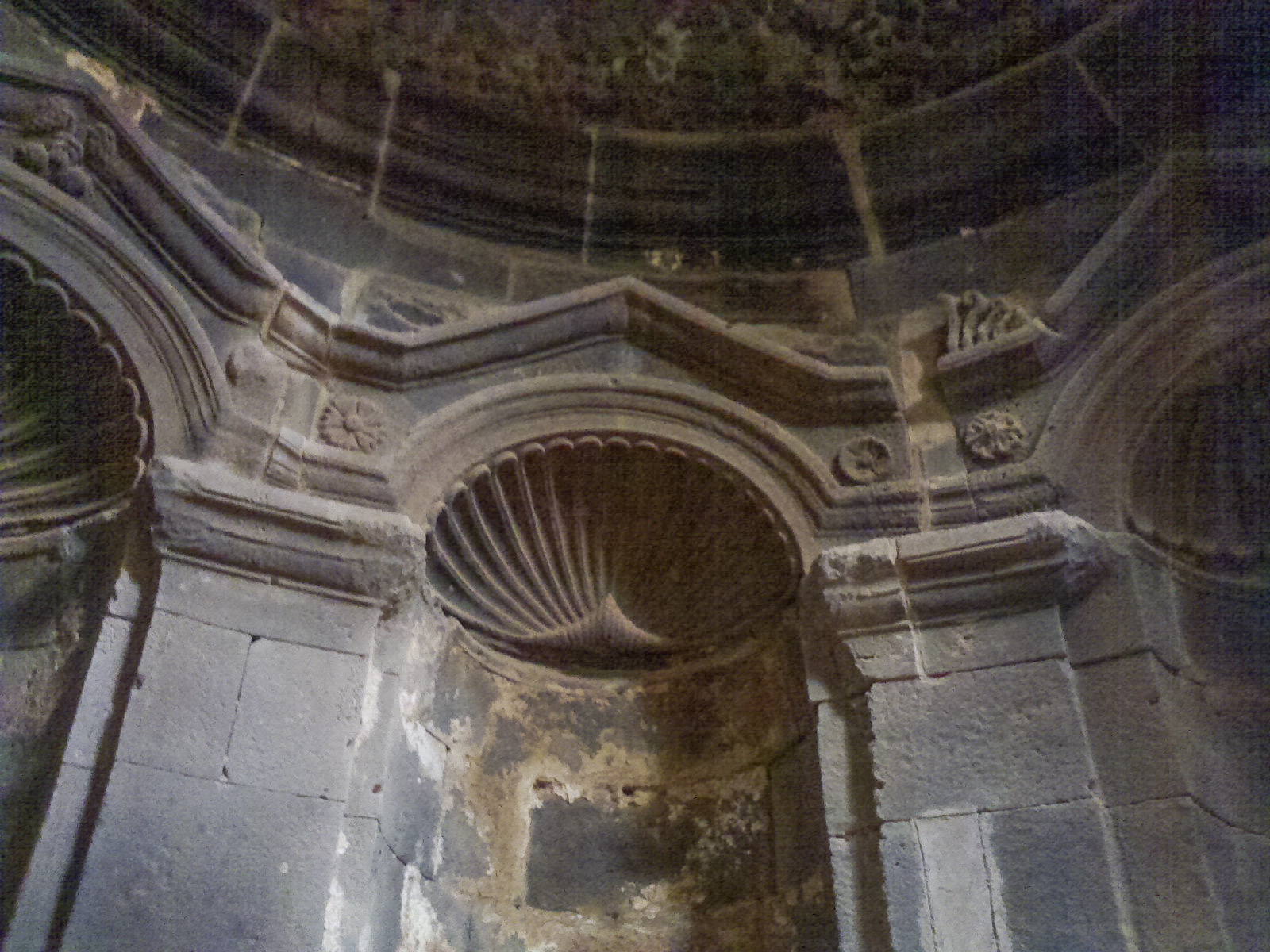
Exèdre de l'annexe nord de la basilique de Bahîra.

### Thermes, bains

#### Les thermes du Centre («Khân ad-Dibs»)
Très vaste établissement des IIe et IIIe siècles au point central dans la ville, en usage jusqu'à l'époque byzantine, les thermes du Centre occupaient un vaste rectangle de 105 × 65 m, bordé de boutiques. Ils proposaient des salles thermales et des exercices sportifs, comme partout ailleurs dans l'Empire romain, avec un parcours de pièces froides, tièdes et chaudes, trois palestres, des portiques et autres exèdres et niches décoratives:II, 21.

Les thermes du Centre
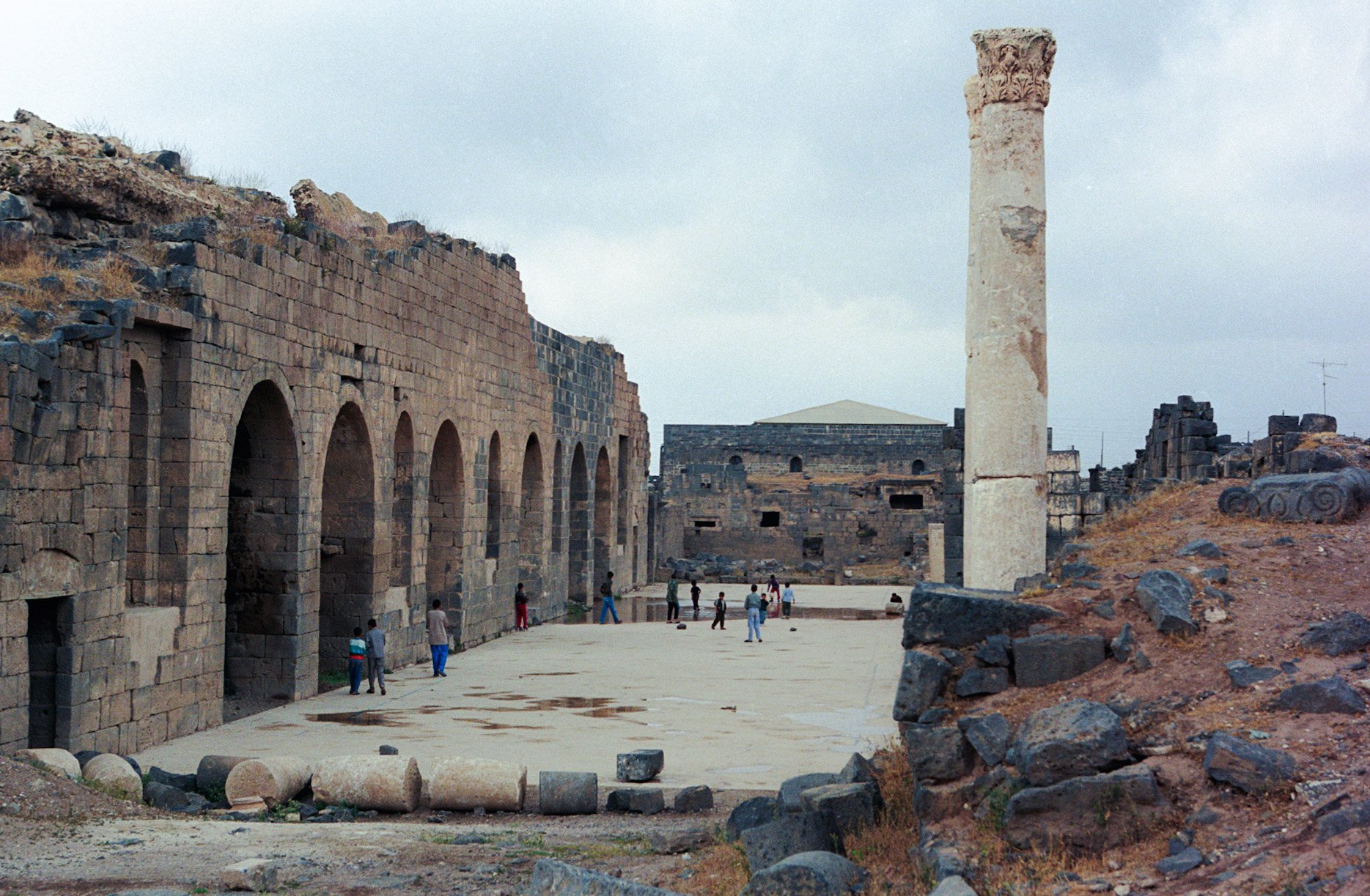
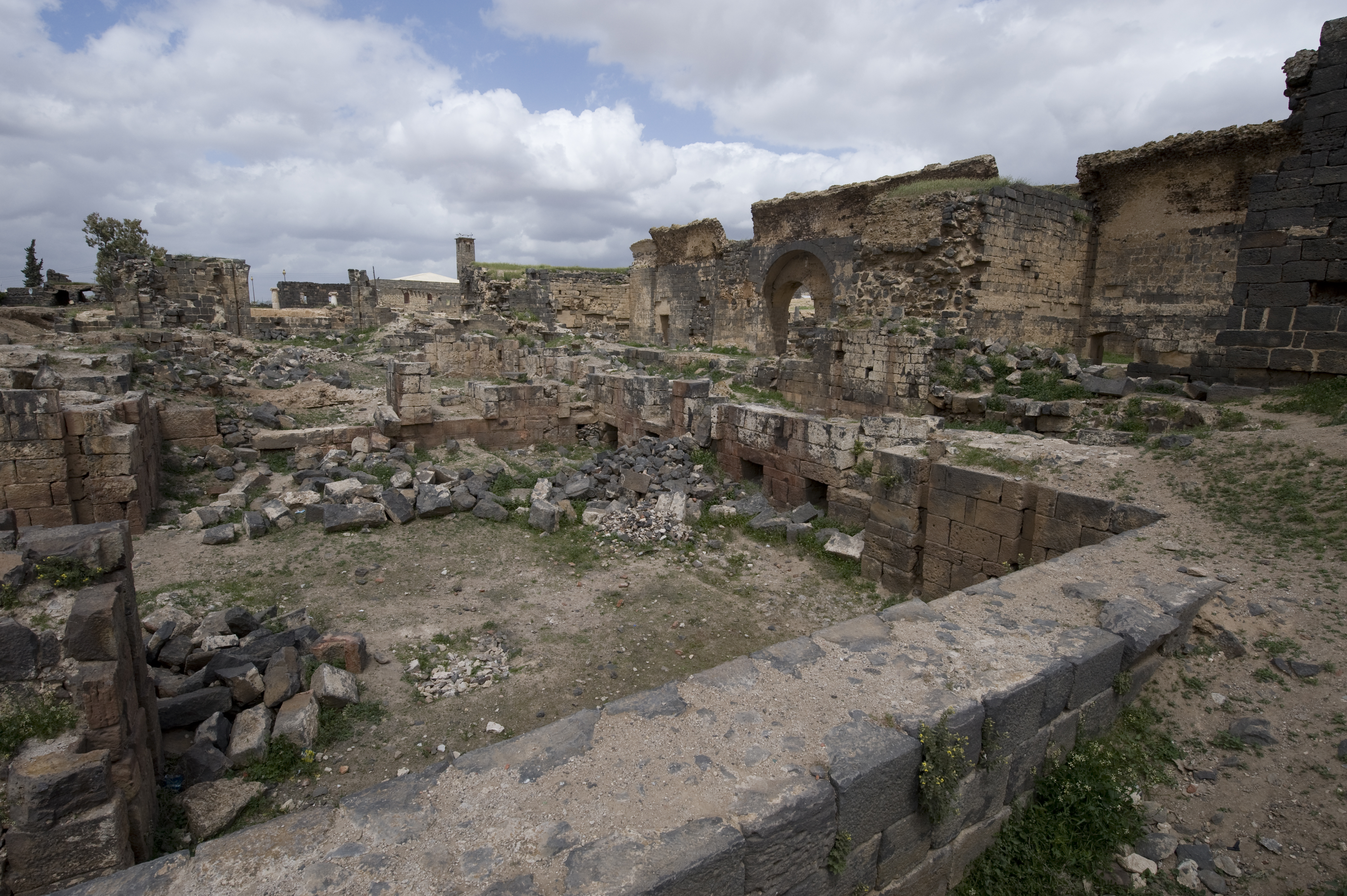
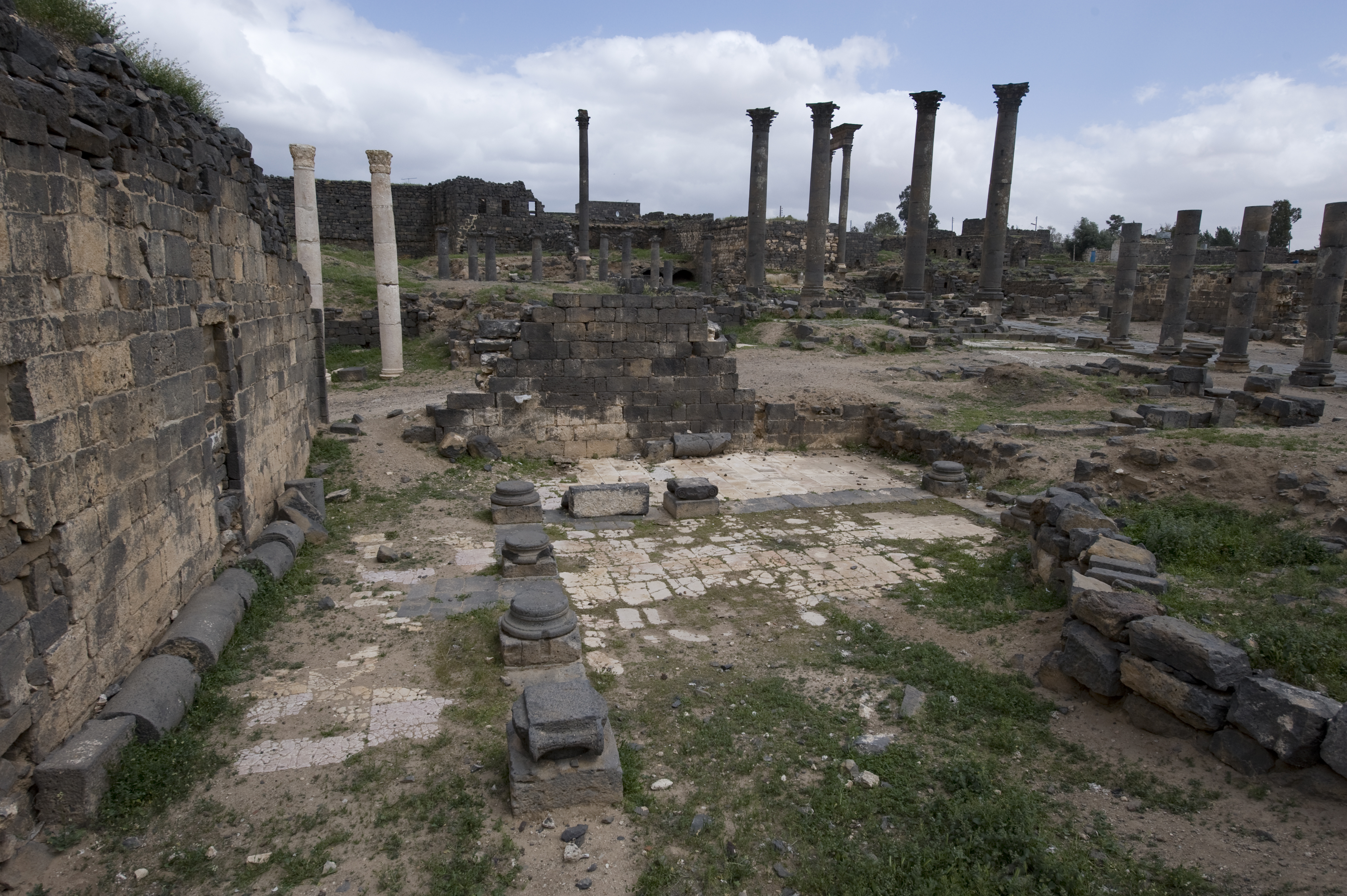

#### Les thermes du Sud
Les thermes du Sud sont situés sur la rue principale, entre le palais « de Trajan » et la zone du théâtre. Ils ont été fondés au IIe siècle apr. J.-C. et ont connu plusieurs extensions avec de nouvelles salles et palestres, jusqu'à l'abandon de l'ensemble vers le VIIIe siècle, à l’époque omeyyade:II, 15.

Les thermes du sud
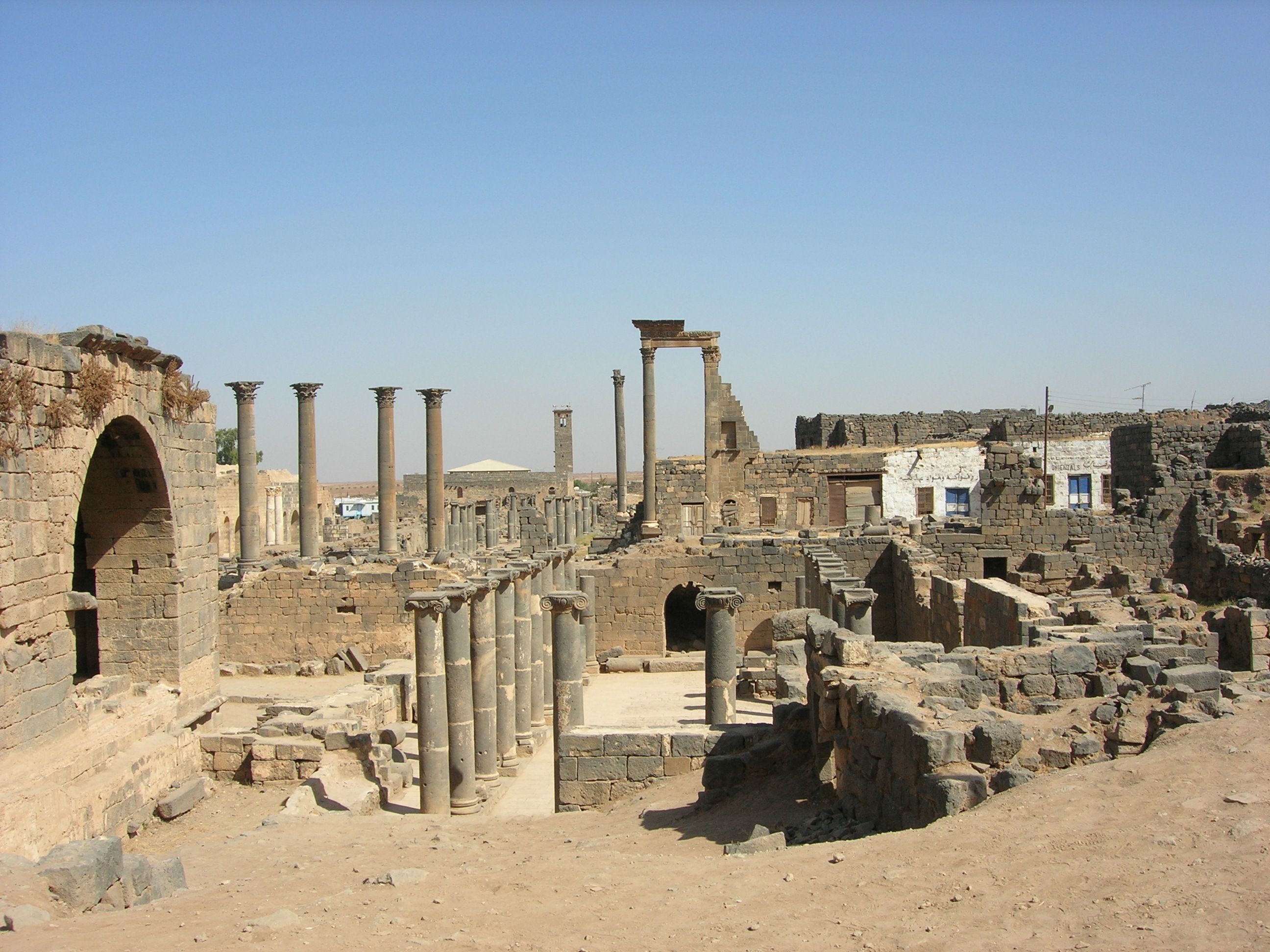
Les thermes et la palestre du sud. Au fond, le minaret et la couverture de la mosquée d'Omar.
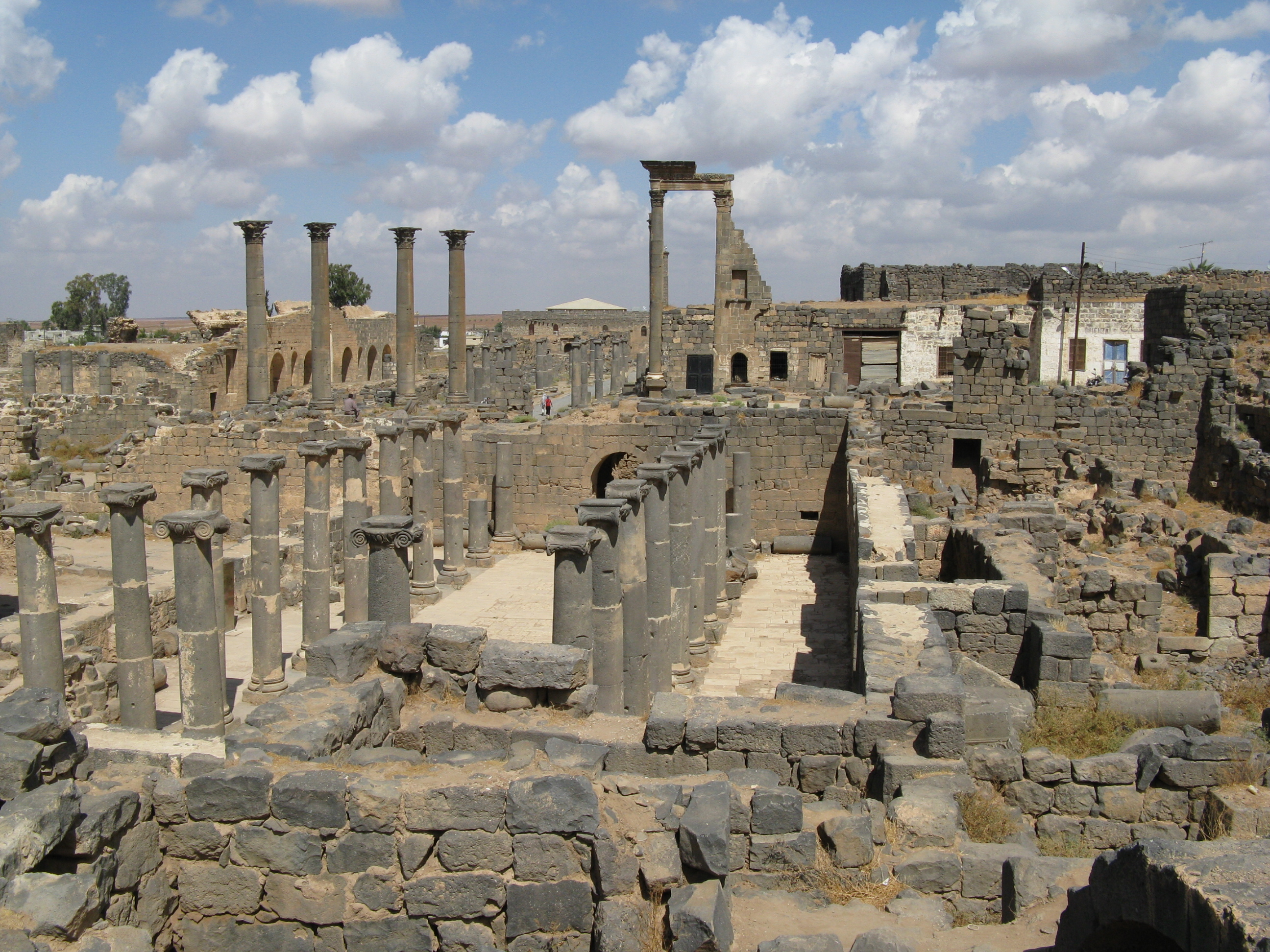
Palestre du sud.
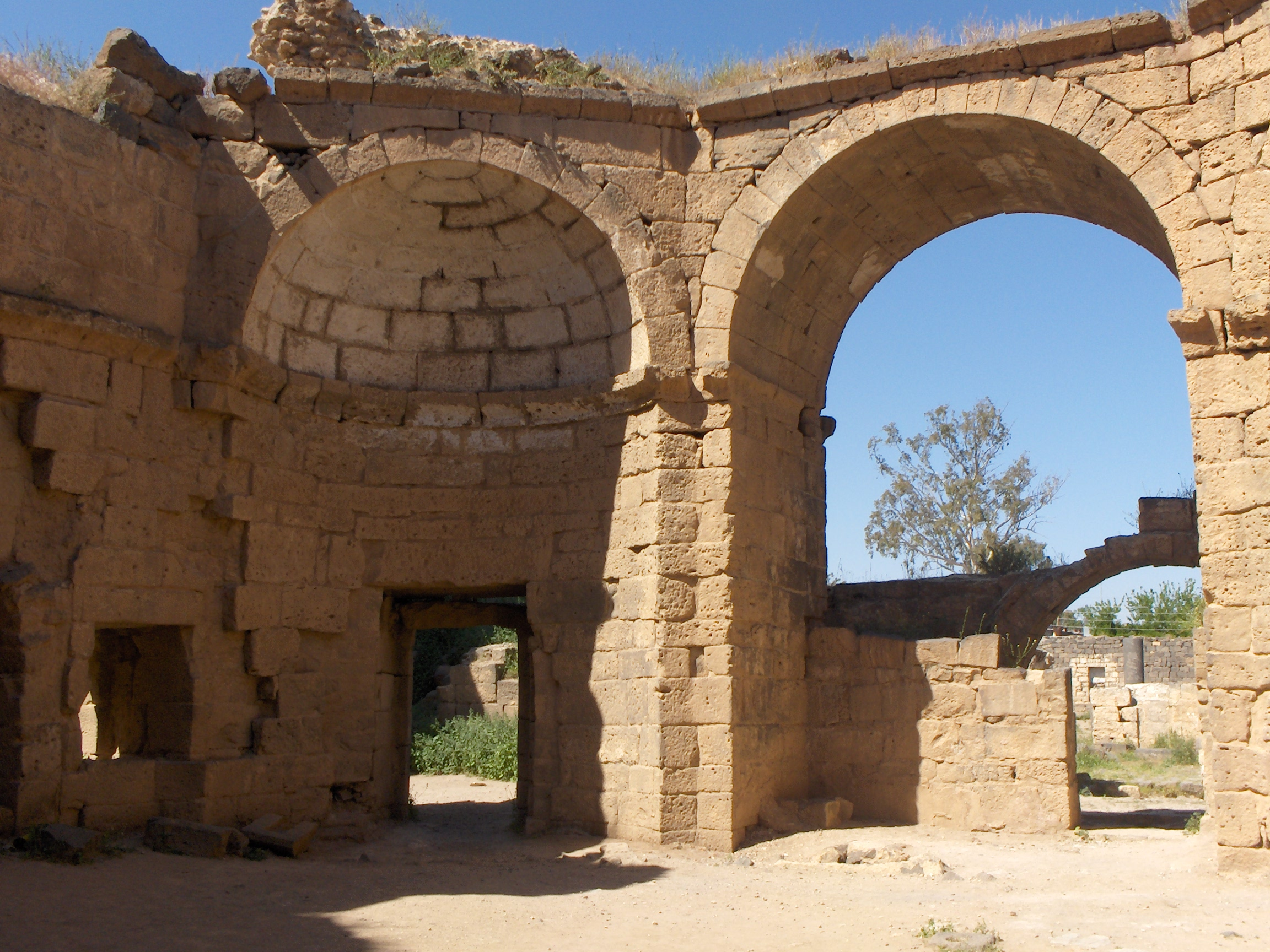
Frigidarium des thermes du sud.

### Maisons, palais

#### Le palais dit «de Trajan»
Cette vaste construction est en réalité une demeure d’époque byzantine (Ve – VIe siècle), comprenant deux corps de bâtiments et les vestiges d'un portique, disposés autour d'une cour carrée:II, n° 3.

#### Le quartier d’habitations à l’est des thermes du Sud
Ce quartier, situé au sud de la rue principale est-ouest, entre la palestre est des thermes du Sud et le « nouveau prétoire », a été dégagé dans les années 1990 par la Direction générale des Antiquités de Syrie. Il est constitué de maisons séparées par des ruelles, dont la plus importante, orientée nord-sud, rejoignait la rue principale à l’est de l'église des thermes.
Le « nouveau prétoire » présente sa façade sur la rue principale. Son identification est rendue possible par une inscription byzantine qui fait mention de la construction d'un nouveau prétoire, probablement en cet endroit, en 490. 
Le rez-de-chaussée d'une « maison omeyyade », avec des écuries, est conservé entre l'église des thermes du Sud et le « nouveau prétoire ».
Près de là se trouvent les vestiges d'une église byzantine dite « église des thermes du Sud » et ceux d'un temple d'origine nabatéenne, transformé dans les siècles suivants, puis recouvert lors de la construction de l'église  byzantine:II, n° 14.

#### Le mausolée Saint-Georges (ou mausolée Saint-Élias)
Cette maison antique, probablement byzantine, située au nord-ouest de la mosquée al-Khidr, sur la rue nord-sud qui rejoint la place du tétrapyle, comporte une salle allongée couverte par quatre arcs transversaux. Elle abrite un tombeau de saint. D’après sa situation, le mausolée Saint-Georges pourrait, dans un premier état, avoir constitué le fond du portique de cette rue:II, 30.

#### Les «belles maisons»
Ce groupe de maisons du IIe  ou  IIIe siècle présente la façade de rue la mieux conservée de Bosra, à l’angle nord-ouest du carrefour entre la rue nord-sud et la rue est-ouest. Le mur est conservé au rez-de-chaussée sur une longueur de 28 m à partir du coin de la rue. Six portes sont encore en place. Au-dessus de chaque porte se trouvait une fenêtre dont une est conservée:II, 33.

### Églises

#### La grande église à plan centré (ou cathédrale de l'Est)
Les fouilles entreprises à partir de 1985 ont montré que cette grande église byzantine recouvre des bâtiments antérieurs nabatéen et romain, avec des remplois massifs d'éléments appartenant à chacune de ces périodes. Dans le plan carré du bâtiment nabatéen est venu s'inscrire une église byzantine à abside et colonnade circulaire faite de grandes colonnes corinthiennes certainement issues d'un temple romain antérieur. L'ensemble atteignant une portée de 33 m, il faut imaginer une couverture à coupole centrale en bois, comme l'était celle du monastère Saint-Siméon-le-Stylite, dans le Nord de la Syrie:II, 2.

Grande église à plan centré
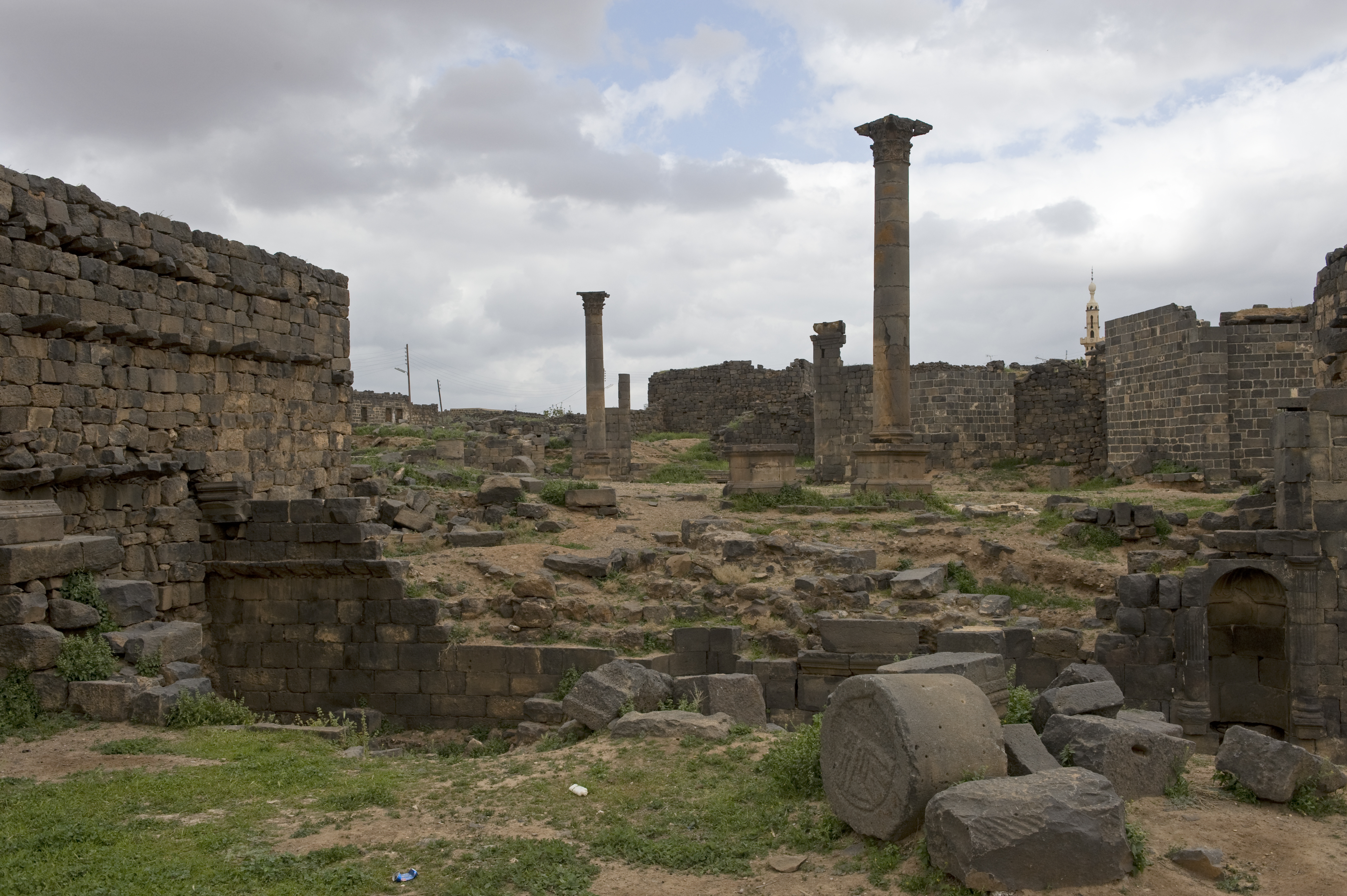
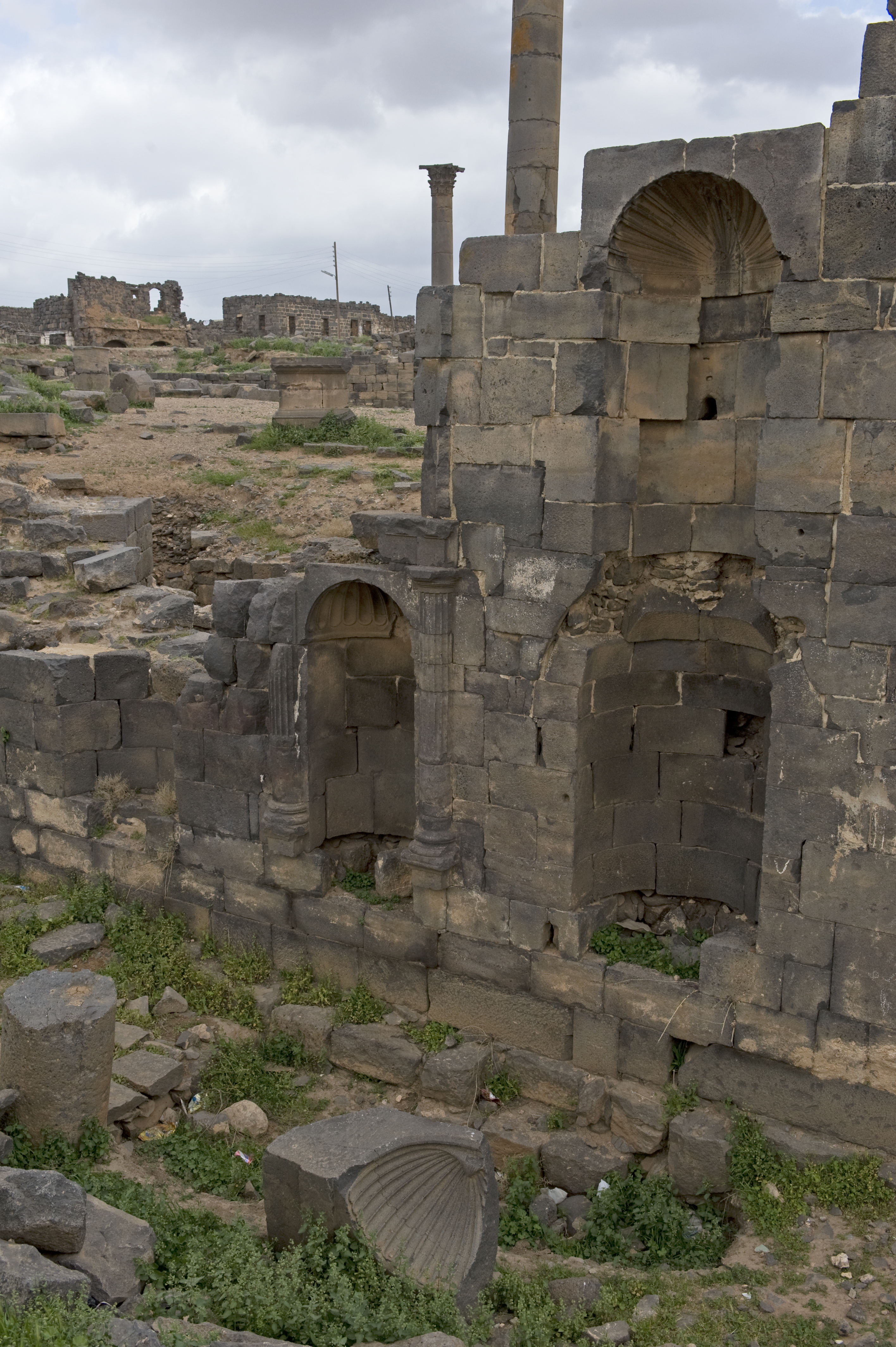
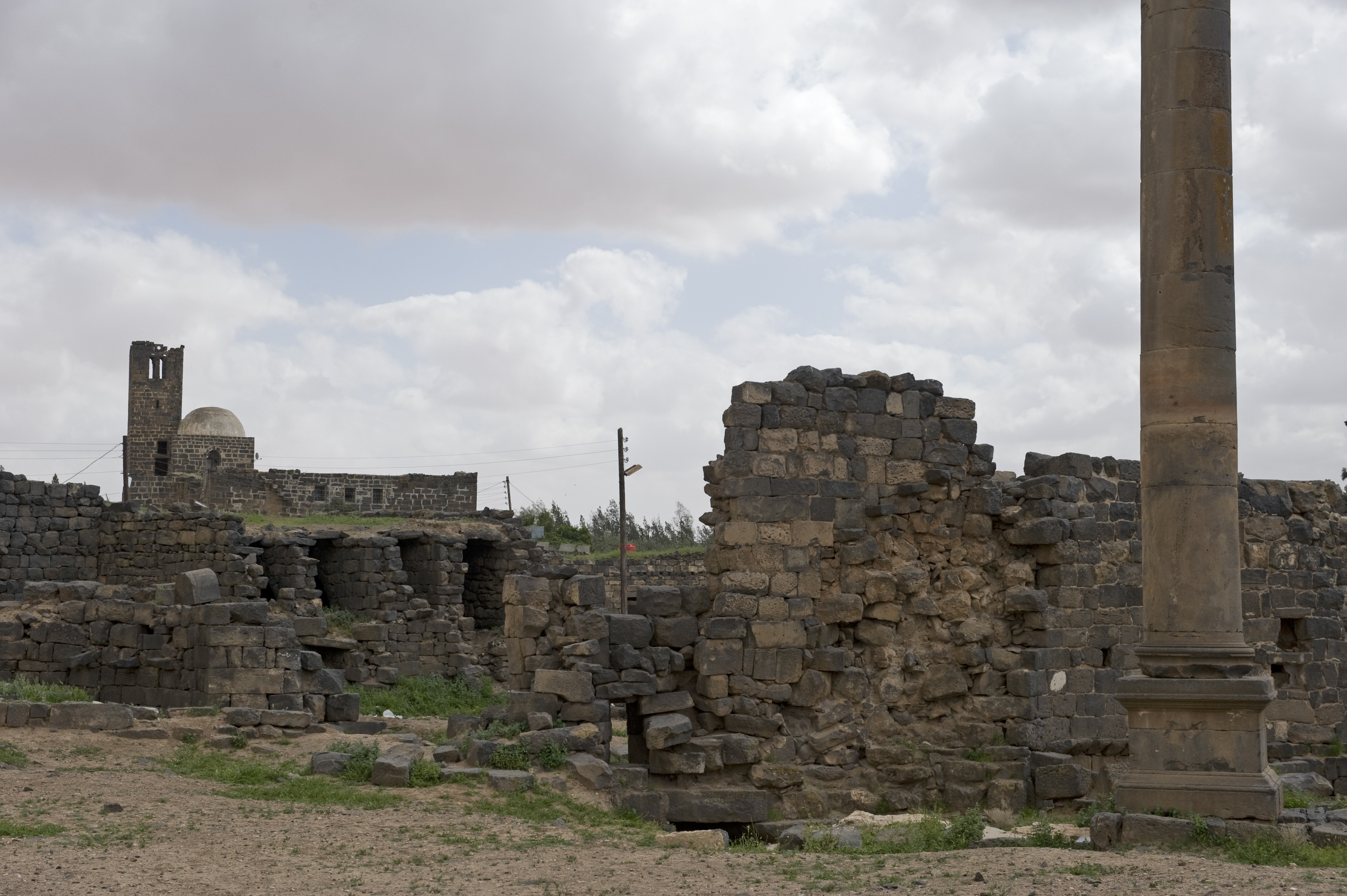
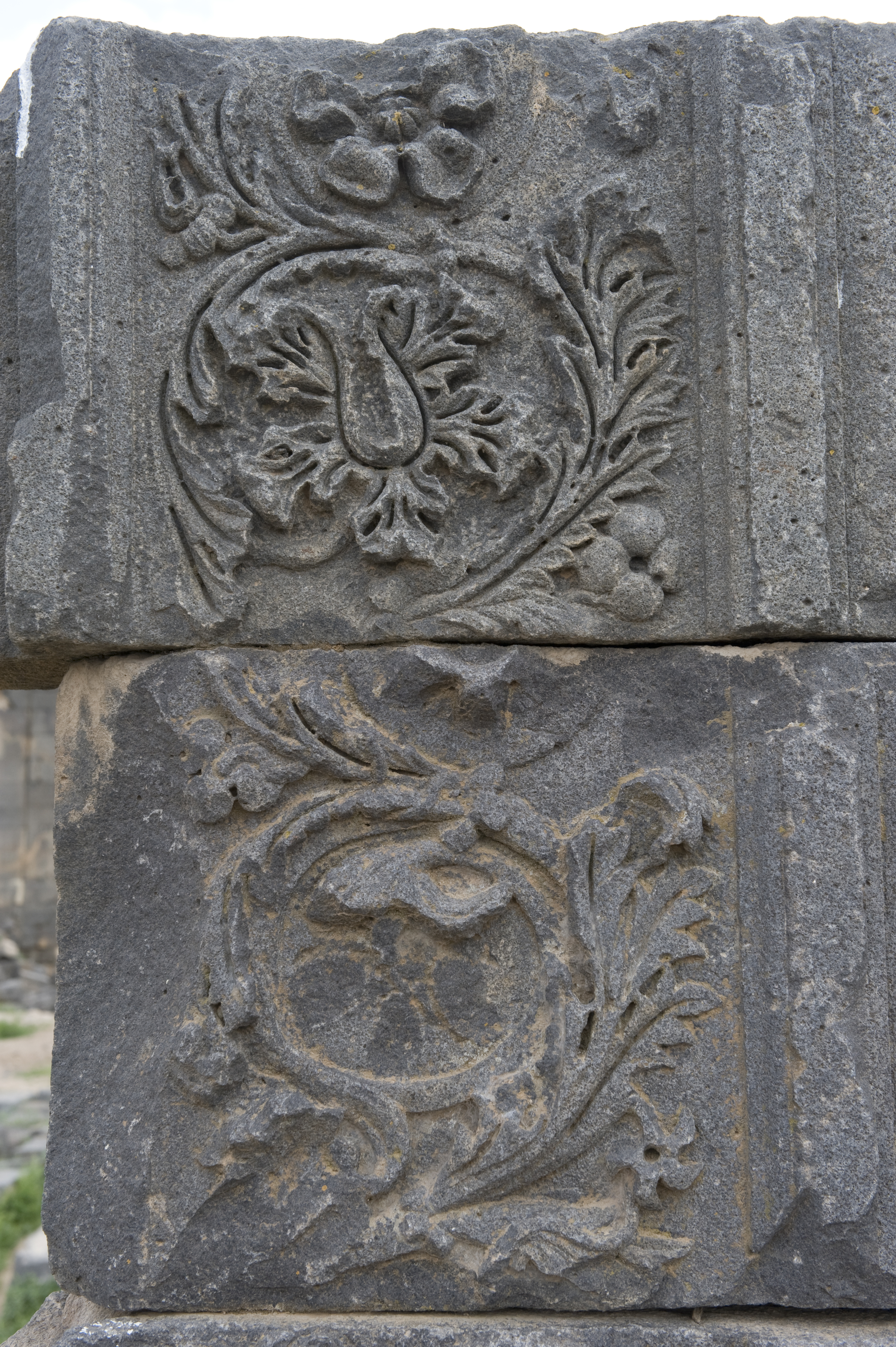
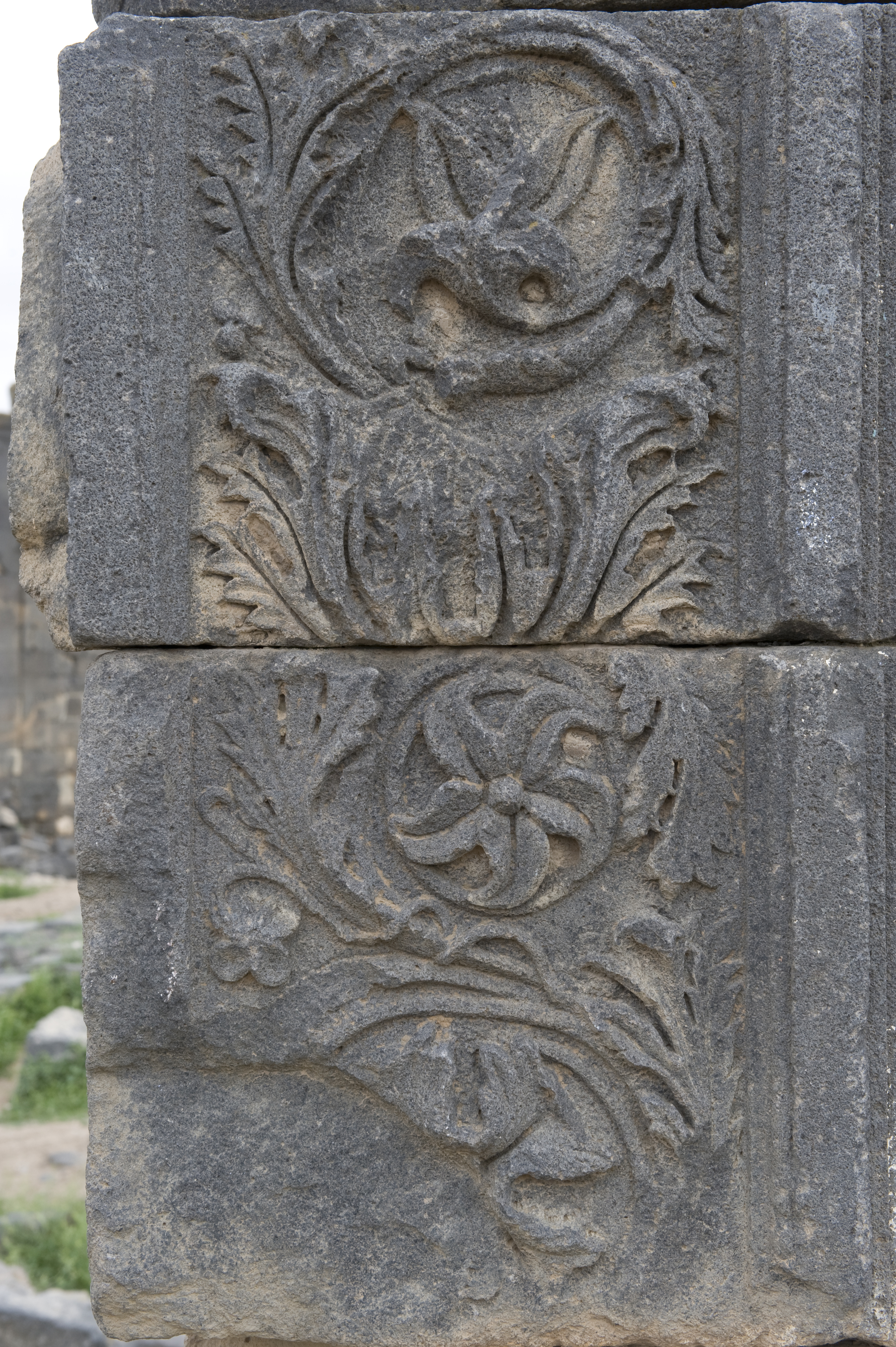
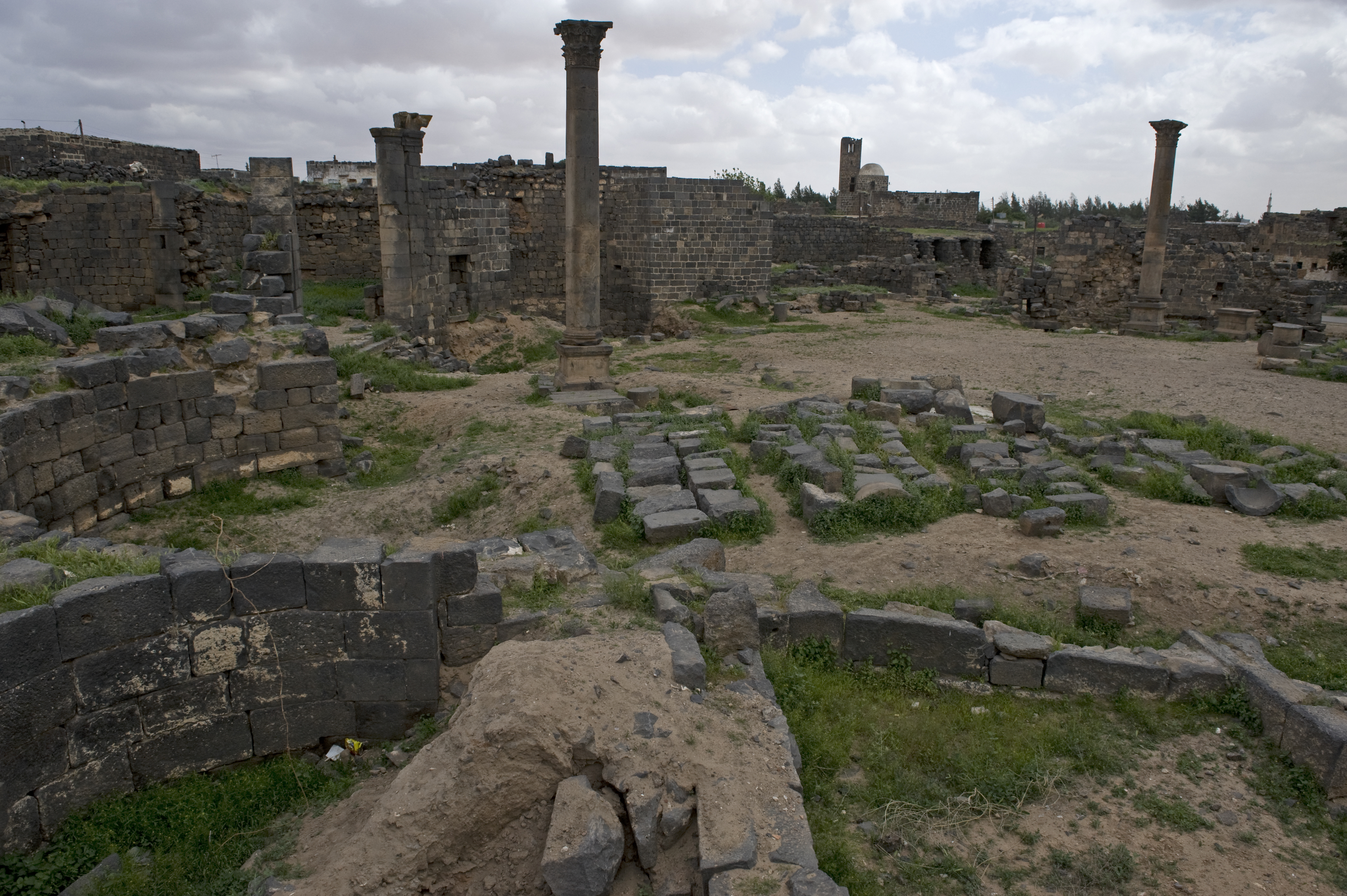
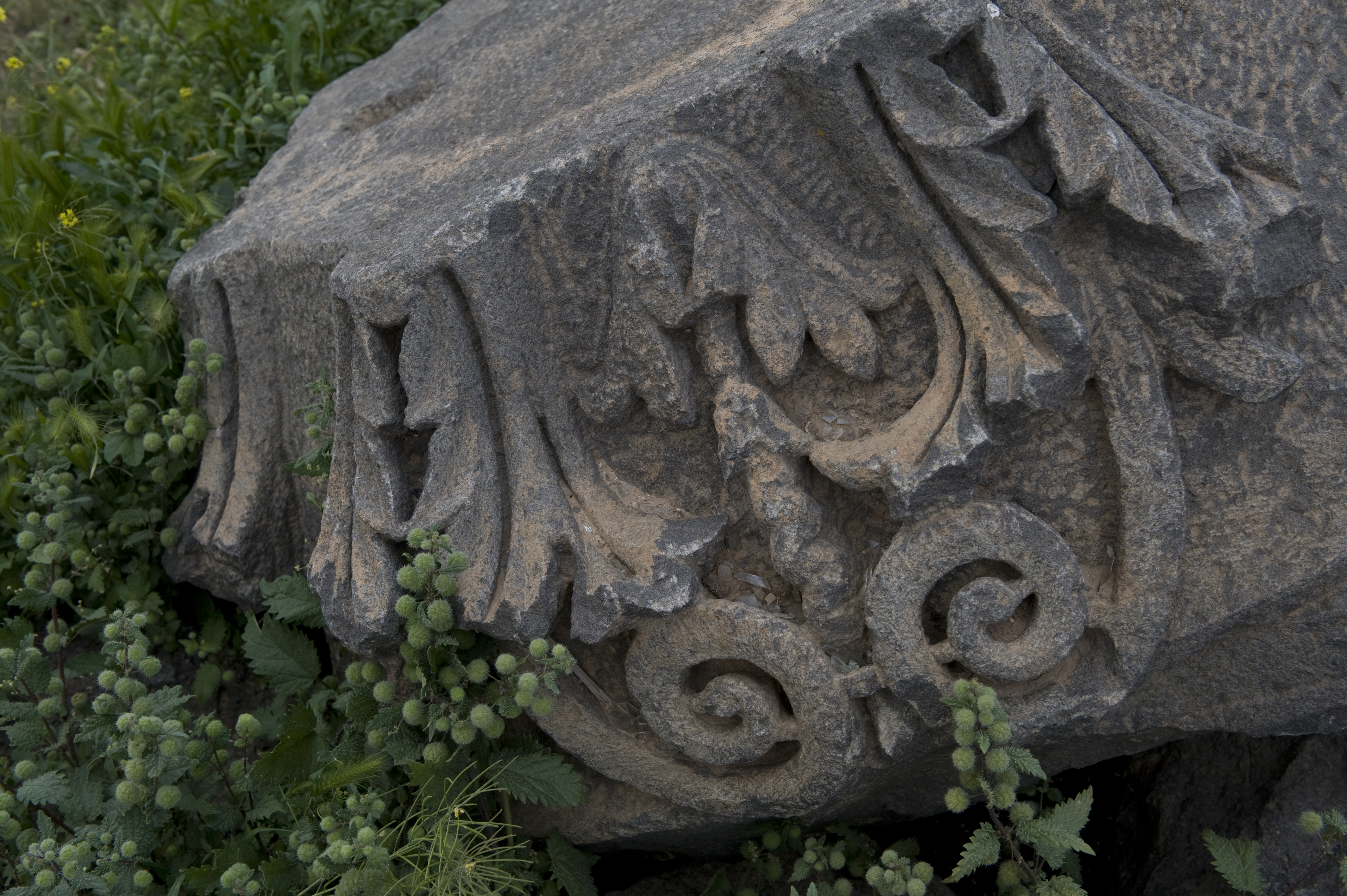

#### L’église des Saints Serge, Bacchus et Léonce et le Palais «épiscopal» Saint-Serge
Une inscription, aujourd'hui disparue, indiquait la date de la consécration de l’église en 512 par Julianos, archevêque de Bosra, ce qui lui vaut le surnom de « Cathédrale ». L'église de plan carré, avec un espace central à colonnade en forme de tétraconque, était couverte d'une coupole, avec une vaste abside et une iconostase pour le clergé. Les éléments visibles sont des remplois d'éléments nabatéens et romains, avec de belles fresques dont certaines sont encore assez bien conservées:II, 4.

Église des Saints Serge, Bacchus et Léonce
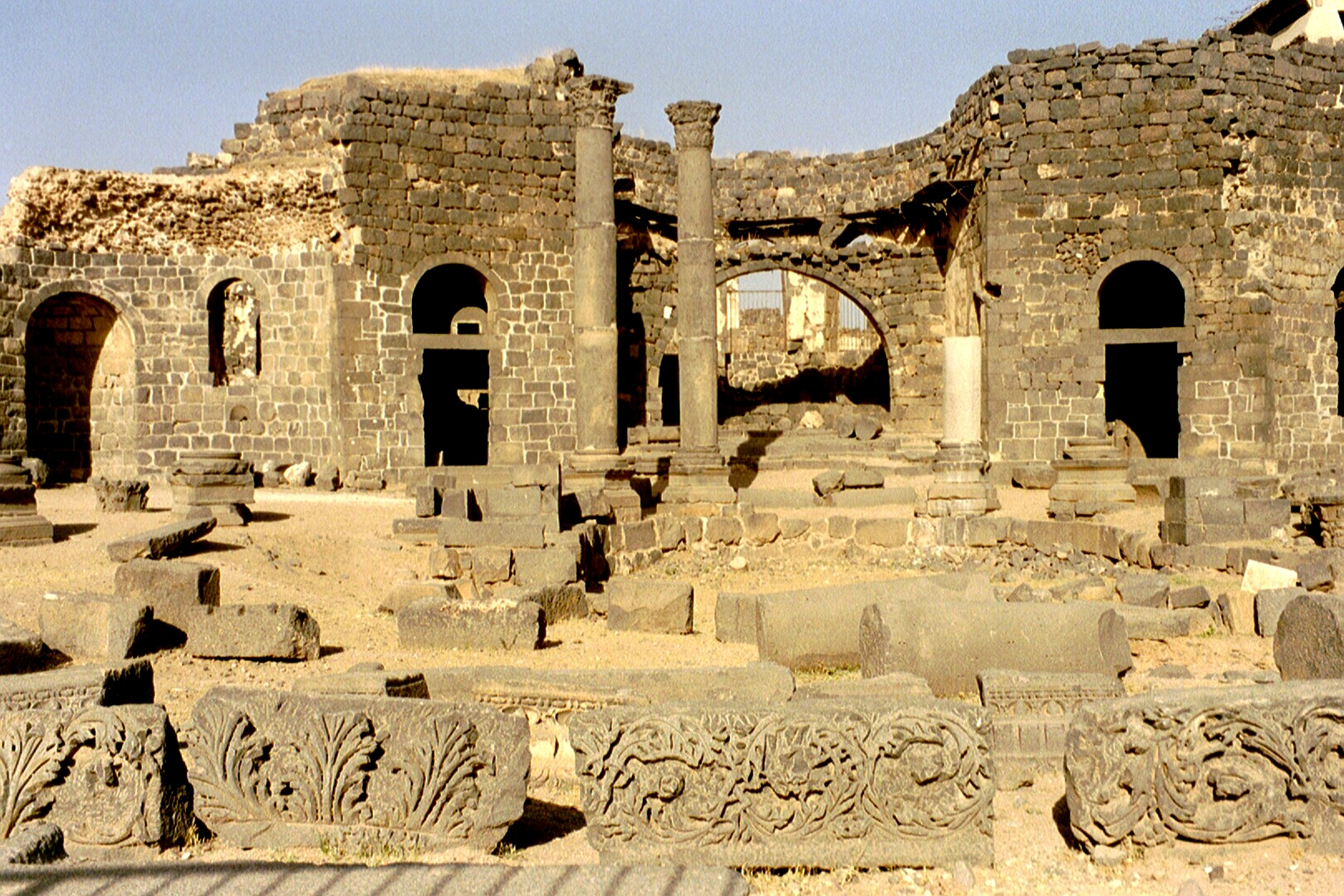
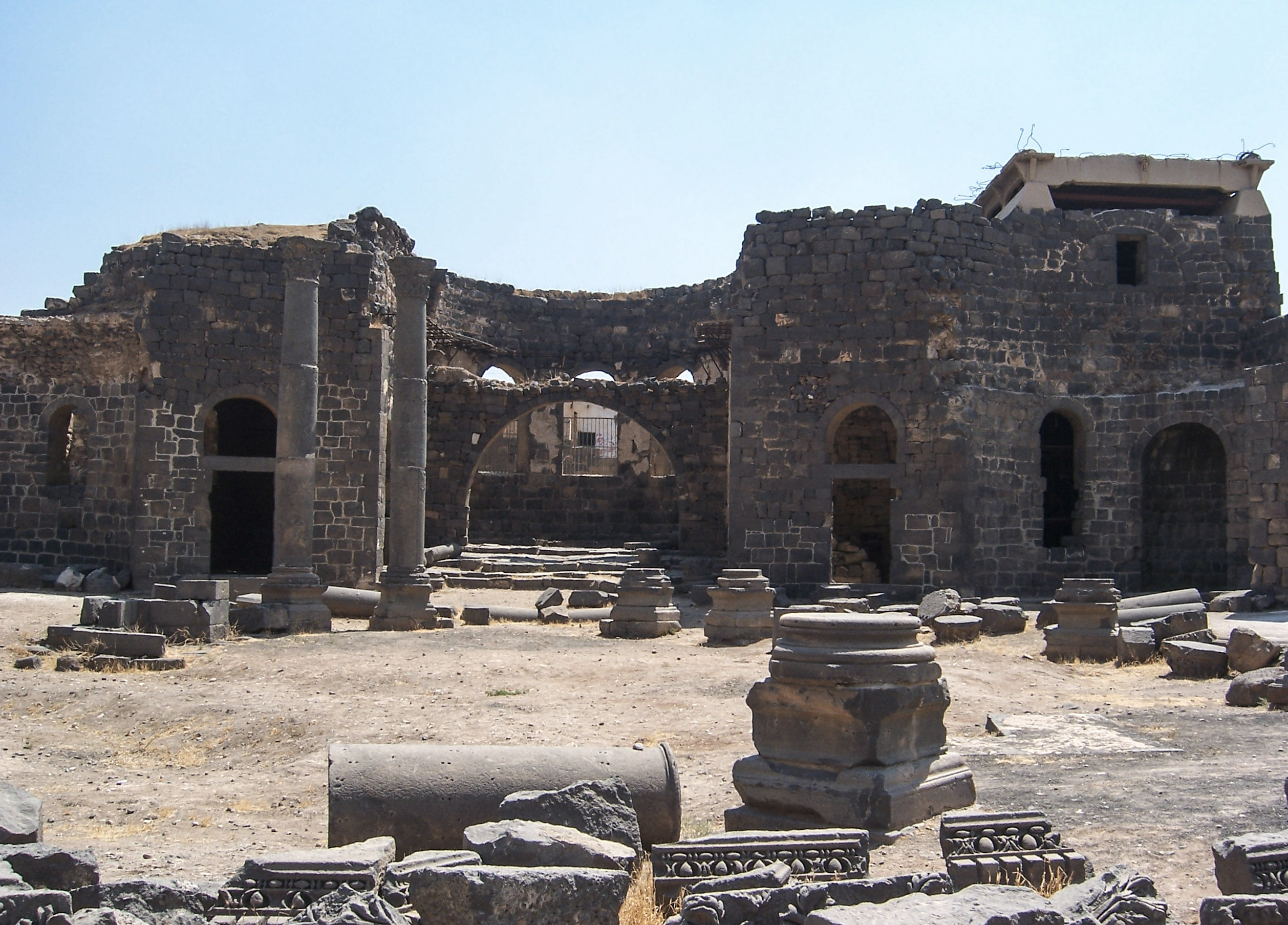
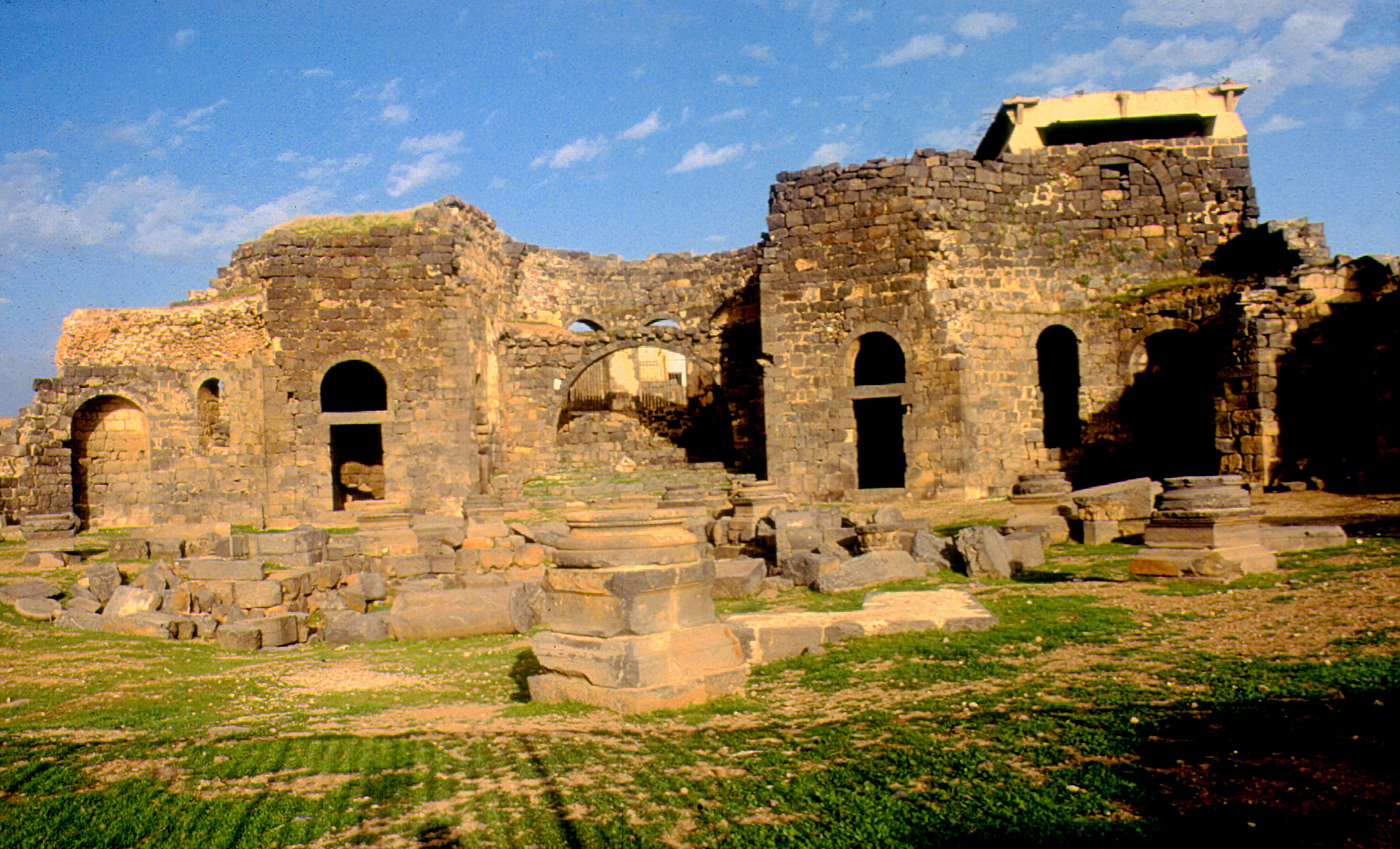

### Mosquées, madrasas

#### La mosquée de Fâtima
La mosquée, du XIIIe siècle ou XIVe siècle, est située près de l’église des Saints Serge, Bacchus et Léonce. Son plan est rectangulaire, de 11 x 21 m, formant une longue salle voûtée en plein ceintre. Elle comporte un minaret carré, détaché du bâtiment principal, daté de 1306:II, 5.

#### L’école coranique (madrasa) de Abû al-Fidâ’
L’école coranique (madrasa) de Abû al-Fidâ’ (ou ad-Dabbagha « des tanneries »), située au bord du réservoir, a certainement alimenté en eau la citadelle et les bains construits à la même époque. L'inscription au milieu de la façade donne 1225 pour la construction, l'architecte étant un certain Mukannâ Ibn ‘Abbâd, avec al-Mu‘azzam ‘Îsâ, frère du gouverneur ayyoubide en titre as-Sâlih Ismâ‘îl, comme maître d’œuvre:II, 8.

#### La mosquée de Yâqût
Les inscriptions, sur la façade ouest, la désignent comme la mosquée funéraire de Shihâb al-dîn Yûsuf, mort en 1257, fils du commandant de la citadelle Yâqût. Elle est divisée en deux salles:II, 9.

#### La mosquée al-Khidr
Cette petite mosquée située entre le tétrapyle (24) et la source d’al-Jahîr (44) porte le nom d’al-Khidr, personnage légendaire populaire et vénéré comme un saint dans le monde islamique.
En 1955, l’édifice de la mosquée al-Khidr a été consolidé par le Service des Antiquités:II, 31.

#### La mosquée d’Omar (Grande Mosquée, mosquée du Vendredi)
La mosquée d’Omar doit son nom au calife ‘Umar Ibn al-Khattâb (634-644), sous lequel la Syrie a été conquise par l’Islam. Selon deux inscriptions, la fondation de la mosquée et de son minaret remonte aux environs de 720-750, à l’époque omeyyade. La tour de la grande mosquée de Bosra a été longtemps considérée comme le minaret conservé le plus ancien du monde islamique. Cependant, les recherches montrent que les constructions existantes ont été réalisées aux XIIe et XIIIe siècles. Le plan carré à arcades est inspiré de la mosquée des Omeyyades de Damas. Entre 1967 et 1981, les parties hautes de la mosquée d’Omar et de la mosquée al-Mabrak ont été restaurées en vue de leur utilisation, en même temps que la madrasa Abû al-Fidâ’:II, 35.

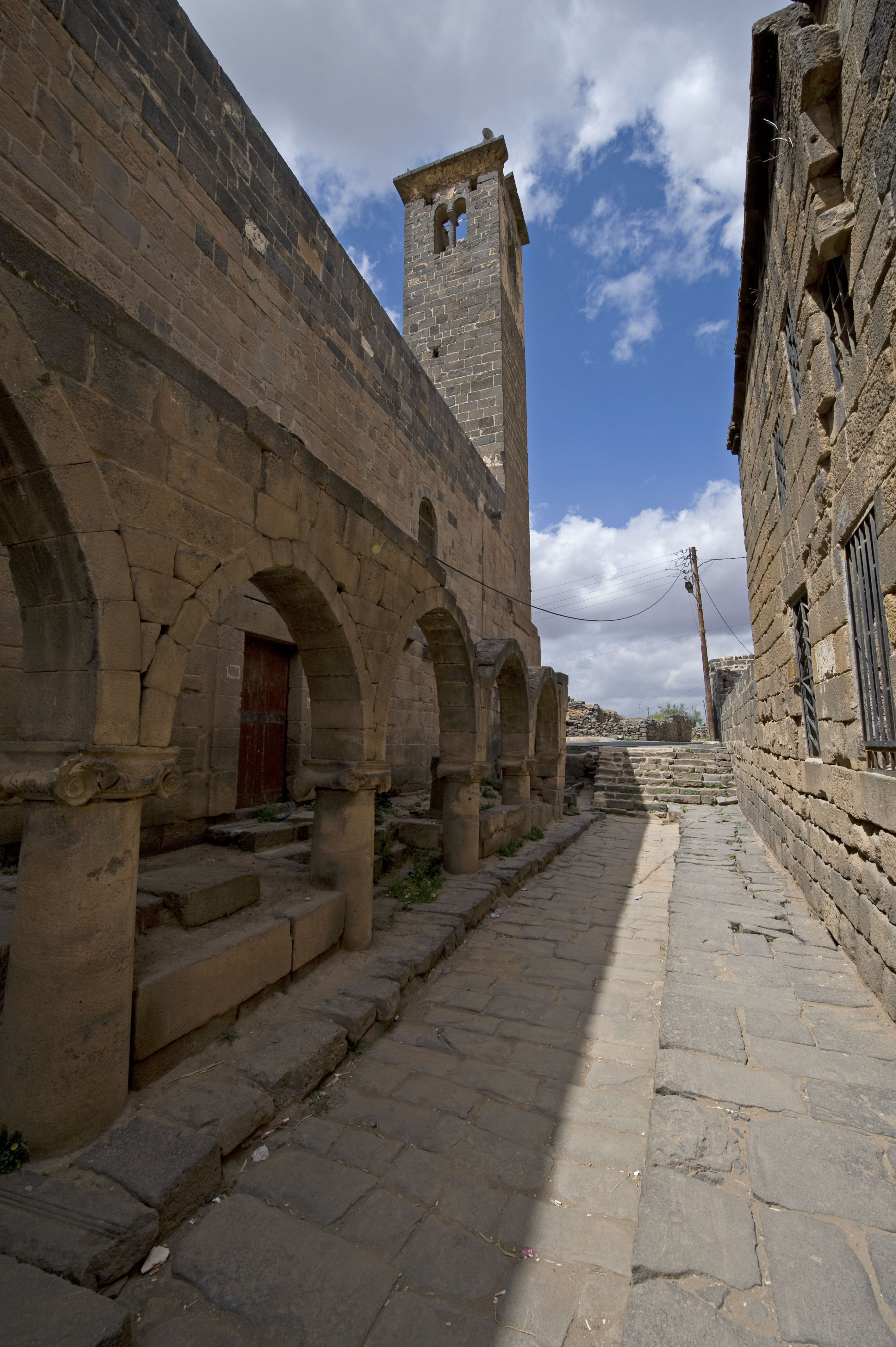
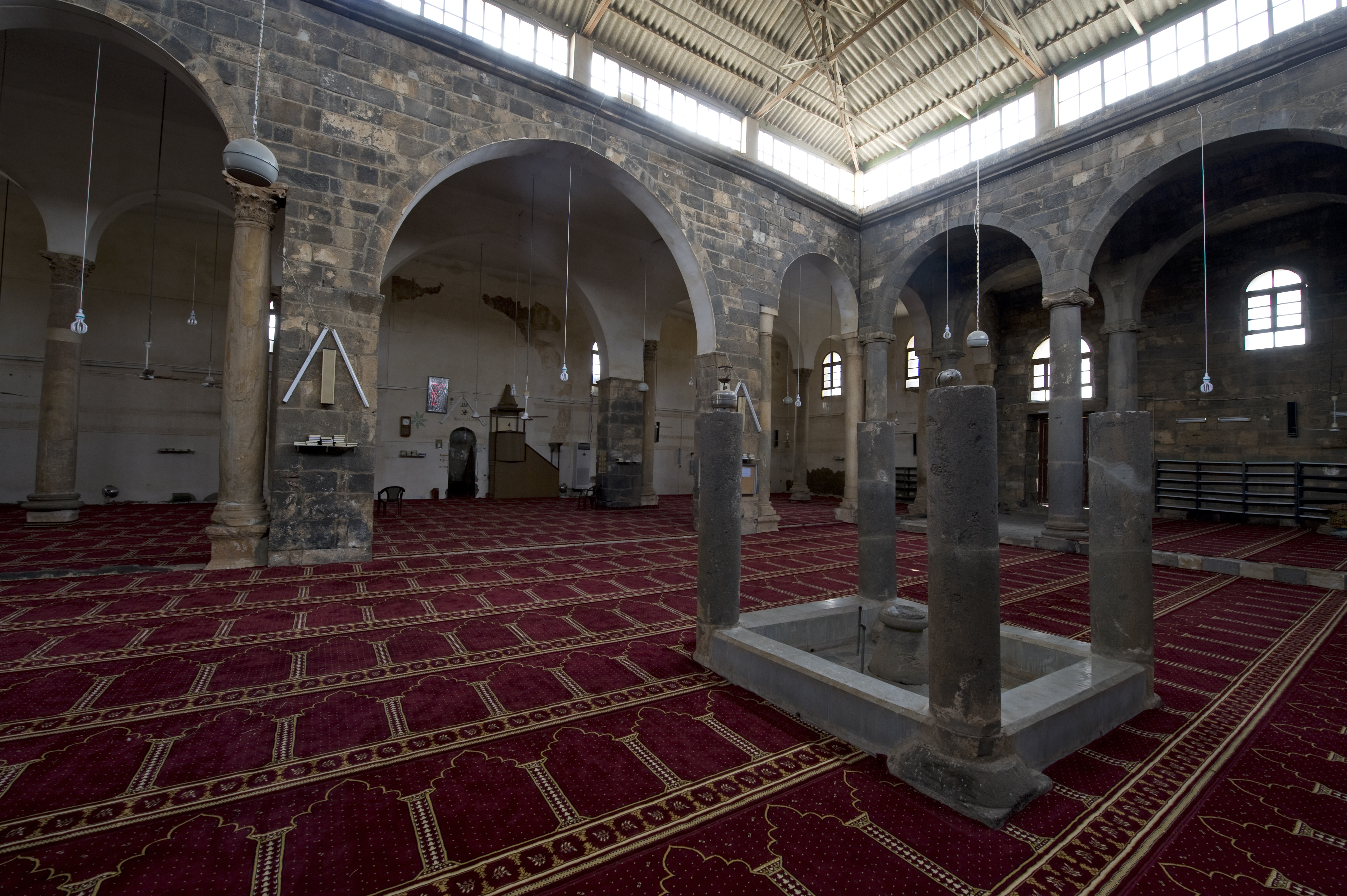
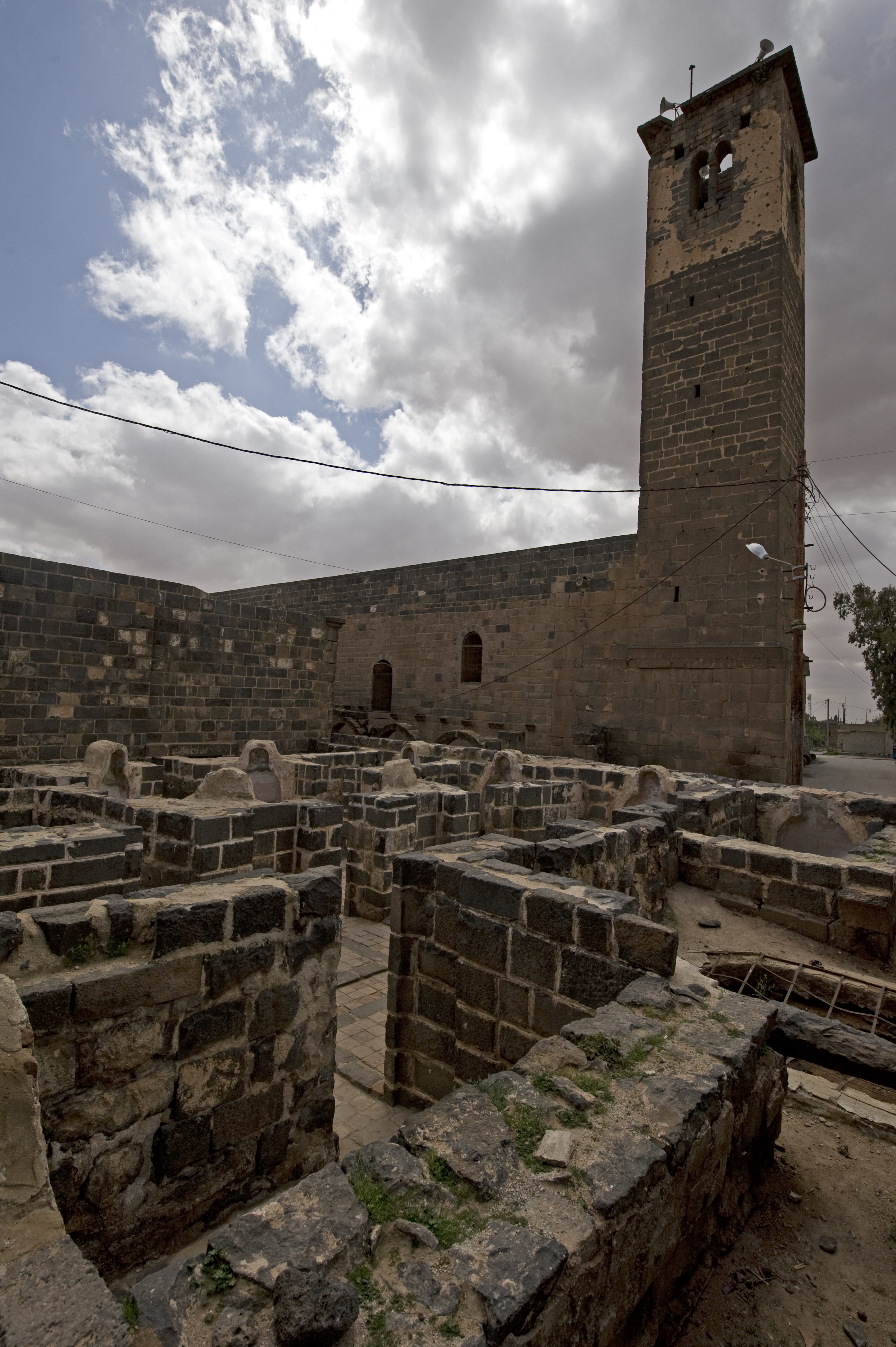

#### La mosquée Mubârak (ou Basmeen)
Construite au Xe siècle et restaurée au XIIIe siècle, la mosquée Mubârak est située à 50 m environ à l’ouest de la mosquée Musalla al-Mal‘ab. Elle a été construite sur le rempart Est. Elle est constituée d’une petite salle rectangulaire en largeur, dont la porte s’ouvre vers le nord et couverte par deux arcs transversaux qui supportent les dalles de couverture. La niche de prière est aménagée dans le mur sud, en remployant un couronnement de niche antique:II, 38.

#### La mosquée Musalla al-Mal‘ab, ou mosquée «anonyme»
Le petit bâtiment, au sud-est du cimetière, présente une petite salle quadrangulaire, faite de remplois antiques. Le toit a été construit selon la technique hauranaise, avec une couverture de dalles de basalte:II, n° 39.

#### La mosquée Jâmi‘ al-Mabrak an-Naqa (mosquée de l'Agenouillement de la Chamelle)
À l’angle nord-est de la Bosra antique et médiévale se trouve le complexe nommé « Jâmi‘ al-Mabrak », du XIIIe siècle, qui occupe une place particulière parmi les constructions islamiques de la ville, car il est relié par des légendes aux premiers temps de l’Islam.
D’après la tradition, le Prophète Muhammad, jeune homme, est venu prier là au moment de son séjour à Bosra. Le nom de « Mabrak an-Naqa », c’est-à-dire « le lieu de l'Agenouillement de la Chamelle », évoque le moment où le Prophète a mis pied à terre ; il est mis en relation avec la pierre placée devant la niche de prière (mihrab) de la partie sud-ouest du monument. Le bloc présente à sa face supérieure des traces en creux comme en laissent des chameaux agenouillés sur le sable. Suivant une autre tradition, c’est l’endroit où s’est reposé le chameau qui a transporté la première copie du Coran du Hijâz à Damas. Cependant, les auteurs arabes médiévaux ne mentionnent pas de chameau dans leur énumération des lieux de pèlerinages syriens. L’important pour eux était que Muhammad a séjourné à Bosra et que le moine Bahîra lui a annoncé son destin de Prophète. La position de la mosquée est en accord avec cette tradition : elle est la plus proche, en effet, de la « basilique de Bahîra ».
La coupole avait déjà disparu entièrement au début du XXe siècle. De graves dégâts dans la construction furent réparés dans les années 1960. Une restauration systématique effectuée en 1986-1989 avec l'Institut archéologique allemand a de nouveau rendu possible l'utilisation de l’édifice pour le culte:II, 40.

### Nécropoles, tombeaux

#### La nécropole de Tell Aswad
Il subsiste deux tombeaux monumentaux visibles à l'ouest de l'amphithéâtre. L'un présente un plan carré de 3 m de côté, l'autre est un monument circulaire à deux exèdres. Tous deux sont construits en basalte local:II, 13.

## Personnalités liées
- Titus de Bostra, évêque de Bosra au IVe siècle.